# Museo Thyssen-Bornemisza
El Museo Nacional Thyssen-Bornemisza (pronunciado: [ˈtisemboɾneˈmisa]) es una pinacoteca de maestros antiguos y modernos ubicada en Madrid (España). Su existencia se debe al acuerdo de arrendamiento (1988) y a la posterior adquisición, por parte del Gobierno español (1993), del núcleo más valioso de la colección privada formada en Suiza a lo largo de seis décadas por la familia Thyssen-Bornemisza. Este repertorio artístico vino a complementar el de los dos principales museos estatales, el Prado y el Reina Sofía, al aportar ejemplos de numerosos pintores extranjeros ausentes hasta entonces: primitivos italianos y flamencos de los siglos XIV y XV (Duccio, Jan van Eyck), obras clave del Renacimiento (Ghirlandaio, Carpaccio, Holbein), pintura barroca holandesa (Frans Hals, Jan Steen, Ruisdael), vedutismo italiano del siglo XVIII (Canaletto, Bellotto, Guardi), un repertorio casi completo de la época impresionista (Manet, Monet, Degas, Van Gogh, Gauguin), un conjunto de pintura estadounidense único en Europa (Winslow Homer, Georgia O'Keeffe, Edward Hopper) y diversas corrientes del arte moderno del siglo XX como expresionismo alemán (Kirchner, Grosz, Beckmann), vanguardia rusa (Kandinski, Natalia Goncharova, Malevich), Expresionismo abstracto (Pollock, Willem de Kooning), pop art (Tom Wesselmann, David Hockney) y figuración entre las décadas de 1930 y 1980 (Marc Chagall, Balthus, Lucian Freud, Richard Estes). La apertura del Museo Thyssen-Bornemisza en 1992 dio lugar, al unirse a los dos ya citados, al llamado Triángulo del Arte del paseo del Prado, área museística de Madrid que concentra el acervo pictórico más importante de España, hoy reconocido Patrimonio Mundial de la UNESCO.
La institución, gestionada por una fundación que a su vez es regida por un patronato bajo control estatal, tiene su sede en un edificio histórico en la Plaza de Neptuno, el palacio de Villahermosa, donde exhibe el grueso de su colección: más de 700 obras (otras sesenta se exponen en depósito en el Museo Nacional de Arte de Cataluña (MNAC) de Barcelona). Gracias a un inmueble colindante sumado en 2004 amplió sus espacios para mostrar unas 240 pinturas más, prestadas por Carmen Cervera, viuda del segundo barón Thyssen. Esta ampliación aportó además una planta baja para exposiciones temporales y otras estancias de uso interno.
Según The Art Newspaper, basándose en datos facilitados por los propios museos, en 2013 el Thyssen fue el quinto museo más visitado en España, con 944 827 visitantes, situándose en el puesto número 61 de su ranking de los 100 museos de arte más visitados del mundo. Tras la fase aguda de la pandemia del COVID-19, que redujo drásticamente la afluencia de público a todos los museos del mundo, el Thyssen-Bornemisza fue entre los españoles el que mayor crecimiento experimentó, con un total de 671.078 visitantes en 2021 y un aumento de su afluencia en un 97% con respecto a la del año 2020. En 2022 la recuperación de público se ha afianzado, llegando a igualar cifras prepandémicas: más de 1.070.000 visitas 

## Museo Nacional Thyssen-Bornemisza de Madrid
La sede del museo es el palacio de Villahermosa, en la esquina del paseo del Prado con la carrera de San Jerónimo. Hacia 1805 este edificio del siglo XVIII fue ampliado y reformado en estilo neoclásico por Antonio López Aguado, por encargo de María Manuela Pignatelli y Gonzaga, viuda del XI duque de Villahermosa, Juan Pablo de Aragón-Azlor. Décadas después fue una de las mansiones más prestigiosas de la ciudad. En 1823 sirvió como residencia del duque de Angulema, entonces al mando de los Cien Mil Hijos de San Luis, y años después ganó notoriedad por sus fiestas y veladas culturales: en 1844 acogió dos recitales de piano interpretados por Franz Liszt, y en el decenio 1846-56 fue sede del Liceo Artístico y Literario de Madrid, fundado en 1837 por José Fernández de la Vega.

Retrato de Giovanna Tornabuoni, de Domenico Ghirlandaio.

Villahermosa conservó sus suntuosos interiores, que incluían un salón de baile y capilla privada, hasta bien entrado el siglo XX, como atestigua un reportaje fotográfico de 1966 en la revista Blanco y Negro. Todo ello se perdió en 1973 cuando el edificio se convirtió en la sede central de la Banca López Quesada: sufrió una reforma radical, ejecutada por el arquitecto Fernando Moreno Barberá, que vació el interior reemplazando los grandes salones por oficinas. El banco quebró al cabo de pocos años y en 1980 el palacio pasó a manos del Estado, que lo empleó para albergar varias exposiciones temporales del vecino Museo del Prado, entonces acuciado por necesidades de espacio. Se pensaba en adscribir este edificio al Prado como sede complementaria, presumiblemente para exponer sus cuadros de Goya y del siglo XVIII.
Sin embargo, como parte del acuerdo entre el Estado español y la familia Thyssen, Villahermosa se destinó al nuevo museo. Su remodelación integral como pinacoteca se acometió en el bienio 1990-1992 según diseños de Rafael Moneo. Las mejoras más elogiadas fueron: la conformación de los interiores en salas amplias, en una ordenación circular alrededor de un atrio; el aprovechamiento de la luz natural (con lucernarios regulados mediante sensores); y el cambio del acceso principal, que volvía de la Carrera de San Jerónimo a la fachada opuesta tal como era en origen. Se entendió que esta entrada era más adecuada para acoger al público porque disponía de jardín propio.
El mármol de los suelos y el estuco en color tostado de las paredes fueron sugeridos por la baronesa Thyssen, Carmen Cervera; una solución estética que suscitó controversia al apartarse de la sobriedad habitual en los museos de nueva construcción. La ambientación colorista y algo ostentosa recuerda a las fundaciones norteamericanas de origen privado: plantas tropicales y un gran tapiz con el escudo de los Thyssen decoran el atrio, flanqueando el colosal lienzo El Paraíso de Tintoretto. Presiden este recinto cuatro retratos de cuerpo entero de los barones y de los reyes de España Juan Carlos I y Sofía (pintados por Ricardo Macarrón).

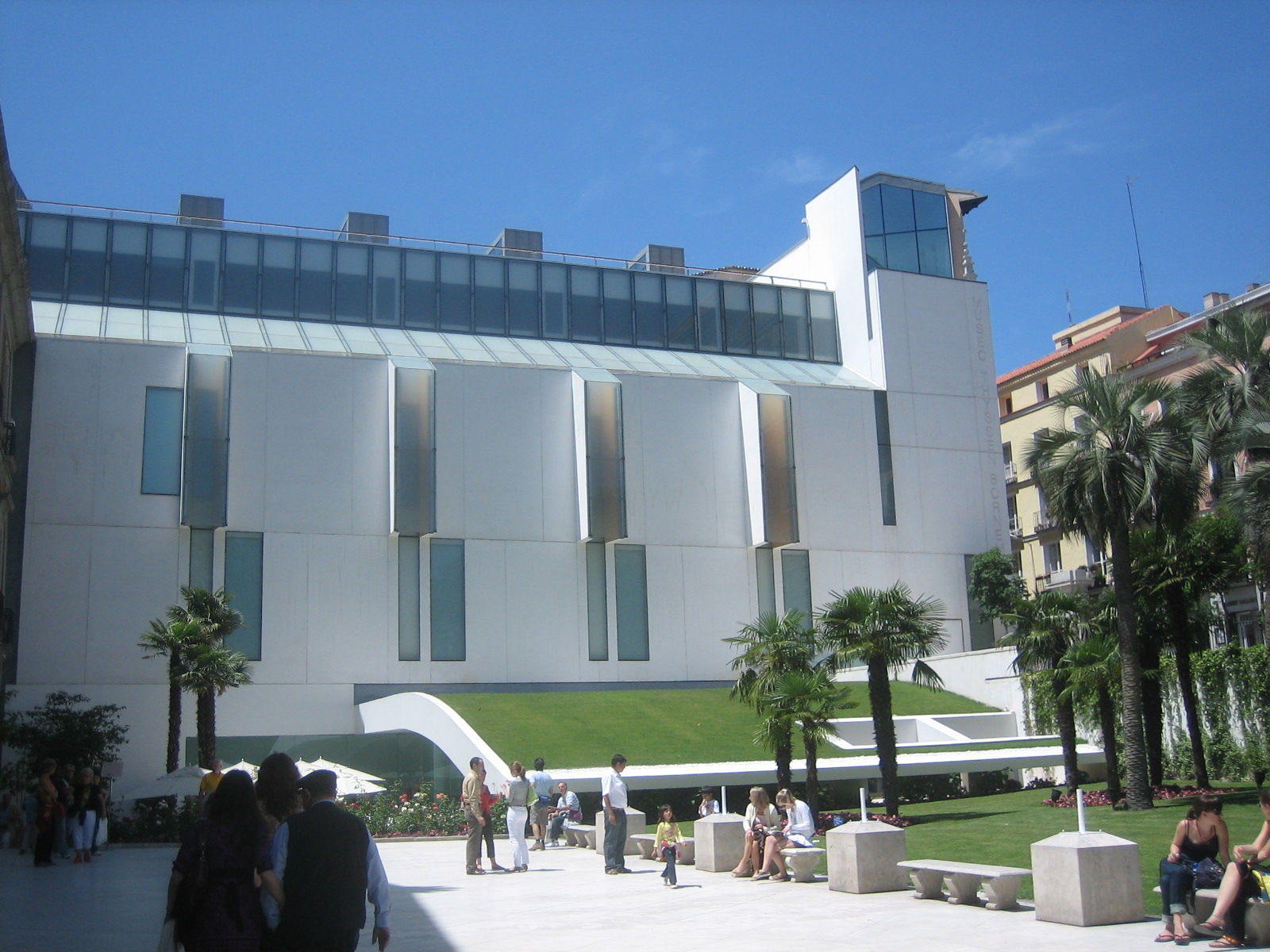
Ampliación del museo en los dos edificios Goyeneche, con nueva fachada minimalista recubriendo la antigua trasera de ambos bloques.

El museo se inauguró el 8 de octubre de 1992, con la presencia de los reyes, y apenas ocho meses después (junio de 1993) el grueso de la colección pasó a ser de propiedad estatal mediante un complejo acuerdo de compraventa. En 2004 el museo se amplió para acoger más exposiciones temporales y para albergar el núcleo más valioso de la Colección Carmen Thyssen-Bornemisza, mediante la suma de dos edificios colindantes antes pertenecientes a la familia Goyeneche; el primero de ellos mandado construir por el conde de Guaqui y el segundo por la duquesa de Goyeneche. Estos edificios fueron reformados por el estudio BOPBAA (Josep Bohigas, Francesc Pla e Iñaki Baquero), y se conectan por un ángulo al Palacio de Villahermosa. Su nueva fachada orientada al jardín es de estilo vanguardista si bien los interiores armonizan, en colores y materiales, con los del primer edificio.
El palacio de Villahermosa había sido completamente demolido por dentro (salvo la crujía norte, la que da al jardín) y reconstruido durante su etapa como banco, por lo que sus interiores carecían de valor histórico-artístico y pudieron reformarse en profundidad, incorporando la tecnología más moderna. No así los de los dos palacios Goyeneche, que tenían incluso elementos protegidos, como una escalera, y que el Ayuntamiento descatalogó porque de lo contrario no se hubiera podido realizar la reforma. La actual fachada del bloque Goyeneche era previamente una humilde trasera de ladrillo visto que a raíz de la ampliación sumó un recubrimiento de línea minimalista en color blanco.

## Depósito en Barcelona

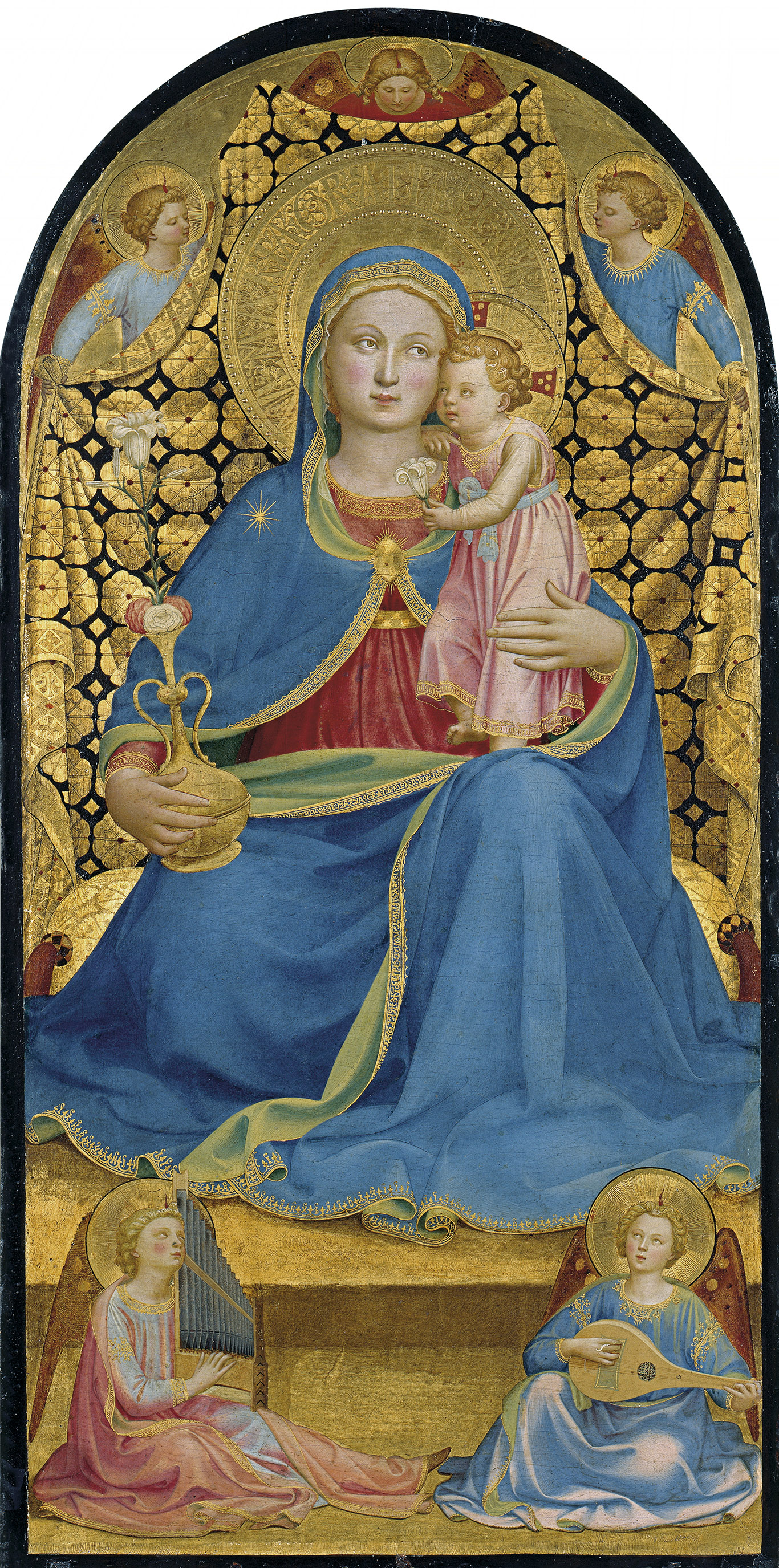
Madonna de la Humildad de Fra Angélico, la obra más importante del depósito Thyssen-Bornemisza en el MNAC de Barcelona.

Desde su época fundacional, el Museo Thyssen-Bornemisza mantiene depositada en Barcelona una selección de obras, próximas a sesenta, que se complementó en un primer momento con otras piezas (como tallas religiosas) aún pertenecientes a la familia Thyssen y ahora dispersas entre las colecciones de Carmen Thyssen (como las estatuas Virgen con Niño y Cristo muerto en el Museo Carmen Thyssen Málaga) y de los herederos del barón. En 1993 este conjunto se presentó al público instalado en dos salas del Monasterio de Pedralbes, monumento de gran valor histórico y también artístico por los murales medievales que conserva. Se entendió que dicho lugar era el emplazamiento idóneo para esta colección, rica en pintura de primitivos italianos, y al mismo tiempo se confiaba en que el monasterio ganaría flujo turístico. Pero las expectativas no se cumplieron, y en 2004 el depósito Thyssen-Bornemisza se trasladó al centro de Barcelona, al Museo Nacional de Arte de Cataluña (MNAC), donde contribuye a ofrecer una panorámica más completa de la pintura europea.
El repertorio es muy variado: arranca en el arte medieval italiano y llega al siglo XVIII. Especialmente valioso es el conjunto de primitivos italianos, con tablas de Taddeo Gaddi (La Natividad), Bernardo Daddi, Barnaba da Modena, Andrea di Bartolo Cini (Cristo camino del Calvario), Bicci di Lorenzo, Lorenzo Monaco (La Virgen y el Niño entre ángeles), Francesco del Cossa, Lorenzo Costa y la célebre Madonna de la Humildad de Fra Angélico.
El siglo XVI incluye ejemplos de grandes maestros italianos como Tiziano (La Virgen con el Niño, Retrato de Antonio Anselmi), Veronés (La Anunciación), Dosso Dossi y Lorenzo Lotto. La escuela alemana cuenta con cuatro tablas de Lucas Cranach el Viejo, retratos de Wolf Huber y Hans Müelich y una curiosa escena religiosa de Ulrich Apt.
El barroco de los siglos XVII y XVIII está representado por autores italianos como Ludovico Carracci (La presentación del Niño en el templo), Sebastiano Ricci (La Magdalena confortada por ángeles), Francesco Maffei, Canaletto (El Bucentauro en Venecia), Francesco Guardi, Pietro Longhi, Piazzetta (El sacrificio de Isaac), Giandomenico Tiepolo (Cristo expulsando a los mercaderes del templo) y lo culmina la obra maestra de Giacomo Ceruti Grupo de mendigos.
El repertorio depositado en el MNAC incluye además un importante lienzo de Rubens (La Virgen y el Niño con santa Ana y san Juanito) y un paisaje del holandés Salomon van Ruysdael.

## Historia de la Colección Thyssen-Bornemisza
El fondo artístico empezó a formarse en La Haya hacia 1928, como colección privada del primer barón Thyssen-Bornemisza, Heinrich (1875-1947). Ya anteriormente, hacia 1906-1911, su padre August Thyssen (1842-1926) había encargado siete esculturas de mármol a Auguste Rodin, posiblemente por sugerencia del escritor Rilke. Tras diversos avatares, en 1956 el segundo barón, Hans Heinrich, recompró seis de ellas: actualmente cuatro pertenecen a su viuda Carmen Cervera y las dos restantes a su hija Francesca. Estas seis obras se exponen actualmente en el museo madrileño en régimen de préstamo. 

Joven caballero en un paisaje, gran cuadro de Vittore Carpaccio.

### Primer barón: maestros antiguos
En apenas diez años (1928-1938) los Thyssen sumaron muchos de sus mejores cuadros antiguos: Durero, Holbein, Baldung Grien, Jan van Eyck, Fra Angélico, Ghirlandaio, Carpaccio, Sebastiano del Piombo, Caravaggio, Frans Hals, Tiepolo... Se dice que la compra de tantas obras maestras fue posible por la gran actividad que vivía el mercado del arte, debido al crack del 29 y la inestabilidad económica en Europa entre las dos guerras mundiales. Muchos aristócratas europeos (como los Barberini y los Spencer) y magnates americanos (como J. P. Morgan, Jr.) tuvieron que vender sus cuadros más preciados, y los Thyssen pudieron adquirirlos a precios favorables. Sin embargo, hay que desmentir que la colección se beneficiase por una presunta proximidad al régimen nazi. Los Thyssen-Bornemisza no residieron en Alemania sino (sucesivamente) en Hungría, Holanda y Suiza; la confusión se explica por la existencia de otra rama de la saga Thyssen (Fritz Thyssen), ajena a los Bornemisza y también dedicada a la industria, que sí apoyó a Hitler en sus inicios.
La colección creció con tal rapidez, que ya en 1930 mereció una exposición en la Neue Pinakothek de Múnich bajo el nombre de Sammlung Schloß Rohoncz (alusivo al antiguo hogar familiar, un castillo húngaro). Esta muestra con más de 400 piezas asombró a los críticos de arte, que desconocían que tantas obras perteneciesen a una misma persona. El primer barón solía comprar sin desvelar su identidad, recurriendo a intermediarios. Pero la exposición también se vio envuelta en controversia al discutirse la autoría de algunas obras; polémica de la que el principal perjudicado iba a ser el hispanista August L. Mayer, uno de los expertos que habían aconsejado al barón Heinrich en sus adquisiciones.
En 1932 el barón Heinrich adquirió Villa Favorita, una mansión del siglo XVII a orillas del lago de Lugano (Suiza), que pasó a ser su residencia habitual, y construyó en sus jardines un pabellón o galería con 18 salas para exhibir la colección. Este incipiente museo (privado y de acceso restringido) se inauguró en septiembre de 1936, pero tuvo que cerrar sus puertas al estallar la Segunda Guerra Mundial; reabriéndose una década después. A su muerte en 1947, el primer barón había reunido unas 525 obras y confiaba en que una fundación velaría por su integridad; pero tres de los cuatro hijos lograron impugnar con éxito el testamento paterno para repartirse la colección.

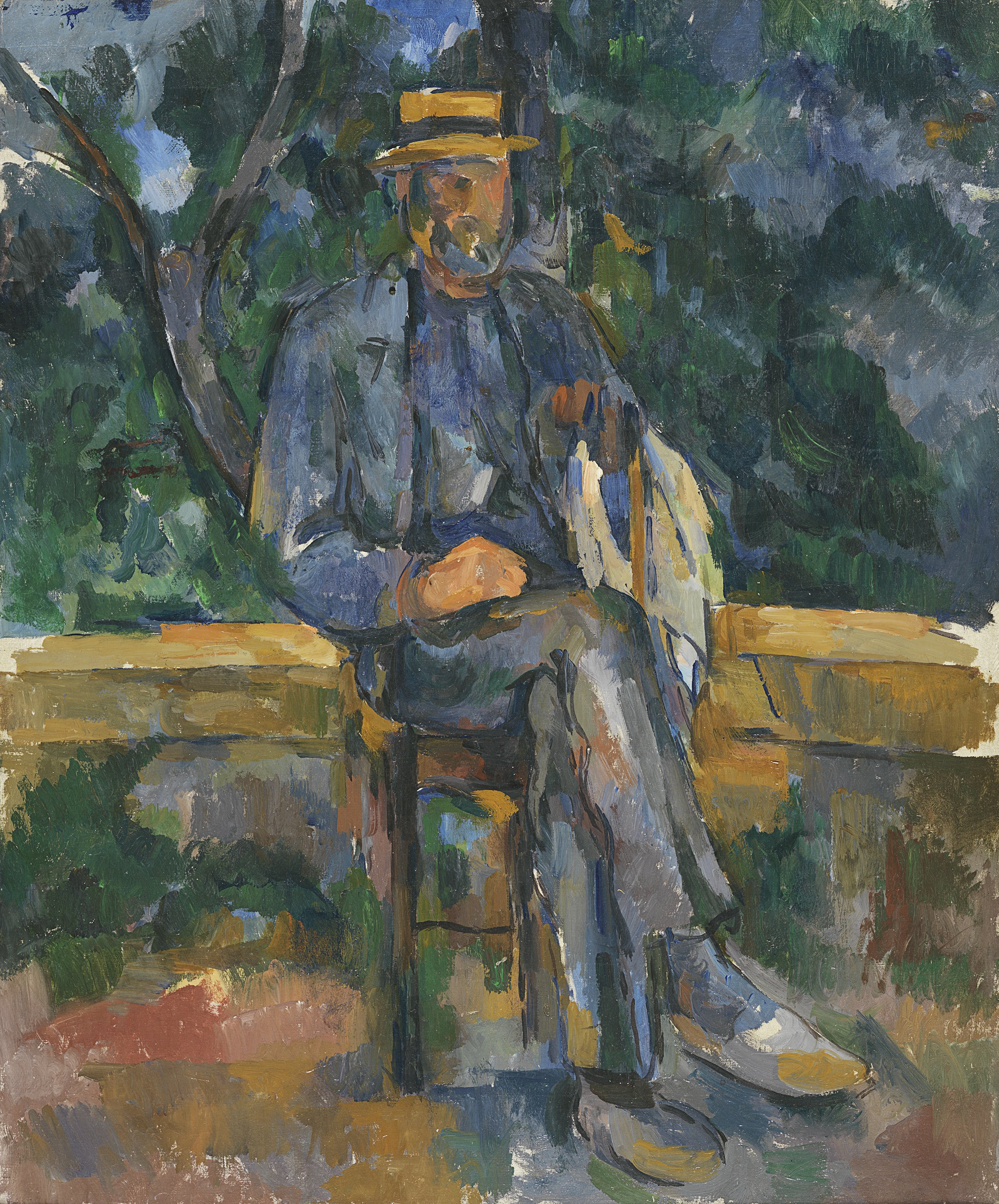
Retrato de campesino sentado, óleo de Paul Cézanne.

### Segundo barón: antiguos y modernos
El segundo barón, Hans Heinrich Thyssen-Bornemisza (1921-2002), popular en España gracias a su matrimonio con Carmen Cervera, prosiguió la actividad coleccionista de la familia, tanto con viejos maestros europeos como especialmente con pintura impresionista y moderna, hasta entonces excluida por su padre, de gustos más conservadores. El primer objetivo del nuevo barón fue reunificar la colección paterna, recomprando obras a sus hermanos; perseveró durante décadas y en 1986-1988 recuperó la Madonna de la humildad de Fra Angélico (MNAC de Barcelona), La ninfa de la fuente de Lucas Cranach y El jardín del Edén de Jan Brueghel el Viejo. Otras piezas de la familia se dispersaron: un Retrato de Giuliano de' Medici de Botticelli pasó a la colección Crespi de Milán , la Madonna Haller de Durero terminó en la National Gallery de Washington , Tobías y Ana de Rembrandt ingresó en el Rijksmuseum de Ámsterdam en 1979 , y en 1995 se subastaron más de 50 obras de la llamada Colección Bentinck-Thyssen, perteneciente a una hermana del barón. Entre ellas se contaba otra pintura de Rembrandt, Cupido haciendo pompas de jabón, actualmente en el Museo Liechtenstein de Viena.
A las obras heredadas y recuperadas el barón unió muchas otras a partir de 1954, tanto antiguas como modernas: desde Petrus Christus, Antonello da Messina, Palma el Viejo y El Greco, hasta Van Gogh, Pablo Picasso, Jackson Pollock y Tom Wesselmann. Esta intensa actividad compradora llegó a sumar cien piezas en un solo año; y no solo cuadros: reunía además dibujos y acuarelas, esculturas, tallas en marfil, objetos de plata, muebles, tapices y alfombras... La Colección Thyssen-Bornemisza era tal vez la privada más valiosa del mundo y sin duda la más variada y completa en pintura occidental, pero su altísimo valor, los costes de mantenimiento y previsibles repartos de herencia dificultaban su continuidad. El propio barón confesó que desde principios de la década de 1980 le preocupaba el futuro de la colección.

## De Suiza a España

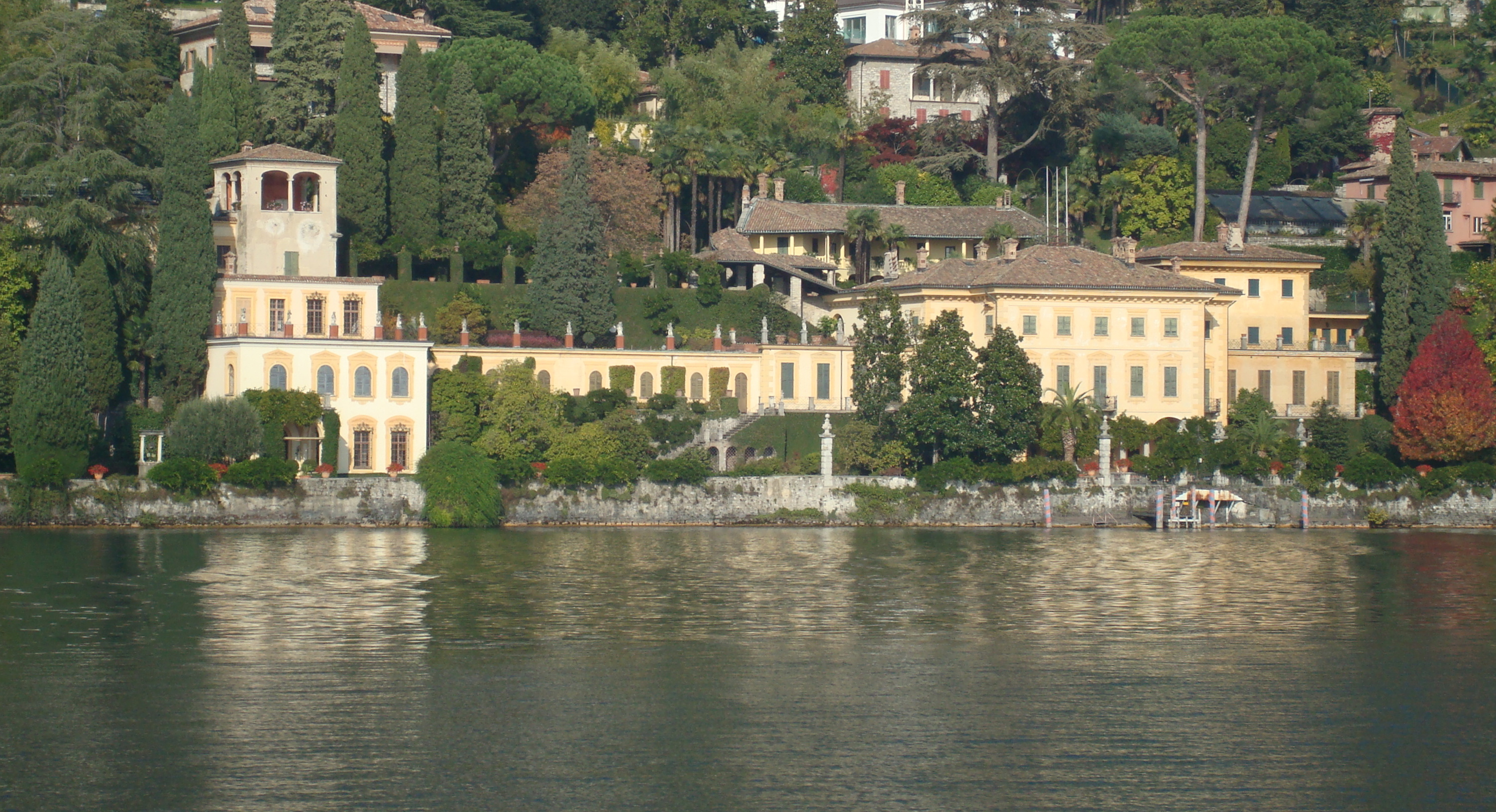
Villa Favorita, sede de la colección en Lugano entre 1936 y 1992.

En 1985 Hans Heinrich Thyssen-Bornemisza se casó con la española Carmen Cervera, con quien compartió su afición por el arte. Acudían juntos a subastas y exposiciones, y la influencia de Carmen sería decisiva para el futuro de la colección, pues hasta entonces los Thyssen tenían una imagen difusa de España. Así, cuando el magnate empezó a deliberar sobre el destino definitivo de sus tesoros, incluyó a Madrid entre las opciones posibles.

### Lugano, descartada
Todavía entonces, el barón mantenía su colección repartida en sus varias residencias, sitas en diversos países. Se planteó reunirla y convertirla en una institución estable ampliando para ello la galería de Villa Favorita, que exponía «solo» unas 300 obras antiguas. Encargó proyectos a cinco firmas de arquitectura y eligió el de James Stirling; pero resultaba muy costoso y las autoridades suizas no aportaban la ayuda económica esperada. Además, un museo a gran escala, con gastos fijos muy elevados, parecía inviable en Lugano; una localidad pequeña y de modesta relevancia turística, lejos de las principales rutas culturales y con una limitada red hotelera. El barón terminó descartando la ampliación y decidió trasladar la colección a otro lugar, por lo que inició una sagaz campaña de «seducción» para captar ofertas y elegir la más convincente.

### Una colección viajera

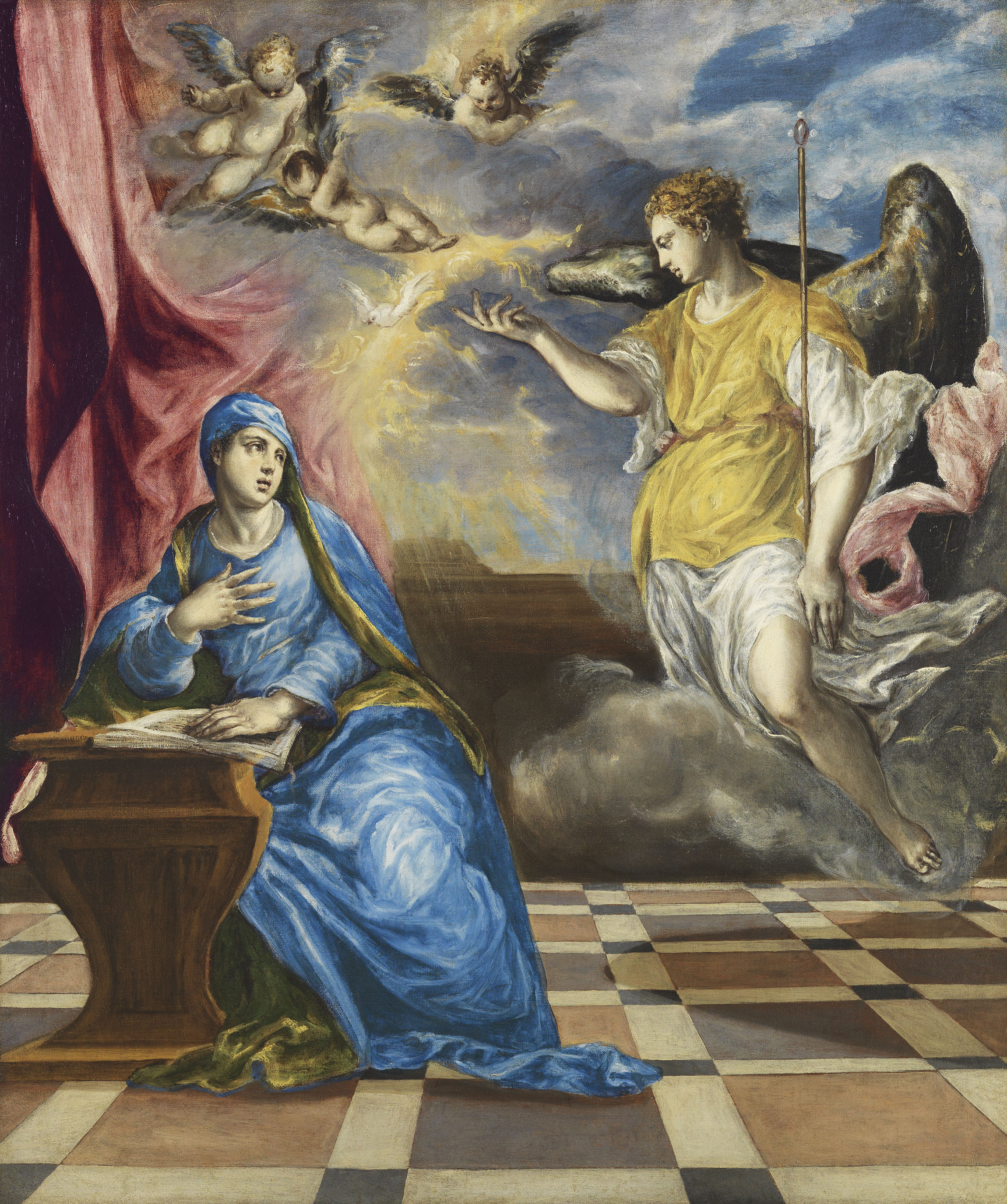
La Anunciación de El Greco.

La Colección Thyssen-Bornemisza gozaba ya entonces de notable fama entre los expertos, debido a que sus obras maestras eran citadas en múltiples libros y participaban en exposiciones; de hecho en 1961 habían merecido una antológica en la National Gallery de Londres. Además el barón ensalzaba el valor de sus tesoros publicando lujosos catálogos razonados. En la década de 1980 Hans Heinrich Thyssen redobló la difusión de la colección prestando selecciones de obras a museos tanto de Europa como de Norteamérica, e incluso colaboró con la Unión Soviética en los años de la Perestroika, intercambiando exposiciones con el Hermitage y el Pushkin. Una muestra de los Thyssen itineró por siete ciudades de Estados Unidos; una selección de pinturas antiguas recaló en París en 1982 y en San Petersburgo en 1987; otra de maestros modernos pasó por la Royal Academy de Londres, el Metropolitan Museum de Nueva York y el Palacio Pitti de Florencia; y en España la Academia de San Fernando y la Biblioteca Nacional mostraron 50 obras antiguas y 117 modernas (respectivamente) en 1986-87.

### Ofertas y negociaciones
La noticia de que el barón «cedía» sus cuadros saltó a los medios de comunicación y propició ofertas y contactos más o menos publicitados. Bonn y Londres mostraron su interés, París sugería como sede el Petit Palais, también se rumoreó sobre una oferta japonesa, y se decía que la Fundación Getty de Los Ángeles ofrecía una suma fabulosa: 300 000 millones de pesetas por Villa Favorita y su contenido, que pasarían a ser la sucursal europea del Museo J. Paul Getty. Incluso el parque de atracciones Disneyworld de Orlando (Florida) se interesó por la colección. Los expertos comentaban que era la mayor que subsistía en manos privadas junto con la Royal Collection británica, y de manera insólita buscaba nueva sede. Su valor y atractivo eran indudables: cubría seis siglos de pintura europea con viejos maestros que raramente salían a la venta, desde primitivos italianos y flamencos como Paolo Uccello, Van der Weyden y Memling hasta rococós y románticos como Fragonard, Chardin, Goya y Delacroix. Y no solo eso; la colección contaba también con un repertorio casi completo de los pintores impresionistas y posimpresionistas (Manet, Monet, Degas, Pissarro, Renoir, Sisley, Van Gogh, Gauguin, Toulouse-Lautrec), encarecidos exageradamente en los años 80 por el boom de las subastas, a los cuales seguía otro despliegue del mejor arte moderno: Picasso, Dalí, Kandinsky, Mondrian, Rothko, De Kooning, etc. Para las ciudades interesadas en enriquecer su patrimonio, esta ocasión era única: suponía sumar a múltiples genios del arte en una sola operación, ahorrando tiempo y dinero. Para España, la colección era doblemente importante pues muchos de los artistas incluidos no estaban representados en las colecciones nacionales, y de varios (como Jan van Eyck y Holbein) no quedaban más obras disponibles en el mercado.
Sin embargo, el barón fijaba condiciones muy particulares que no se solventaban solamente con dinero: la Colección Thyssen-Bornemisza debería preservarse como tal, en un museo propio y manteniendo su nombre y su perfil de colección familiar. Ello impedía una hipotética fusión con el Prado y también excluía la oferta millonaria del Museo J. Paul Getty, que simplemente pretendía añadir los cuadros a su propio repertorio. Además, el barón Thyssen y el museo californiano habían sido rivales en las subastas, al pujar por las mismas obras; por lo cual vender su colección al Getty podía ser entendido por el barón como asumir una rendición.

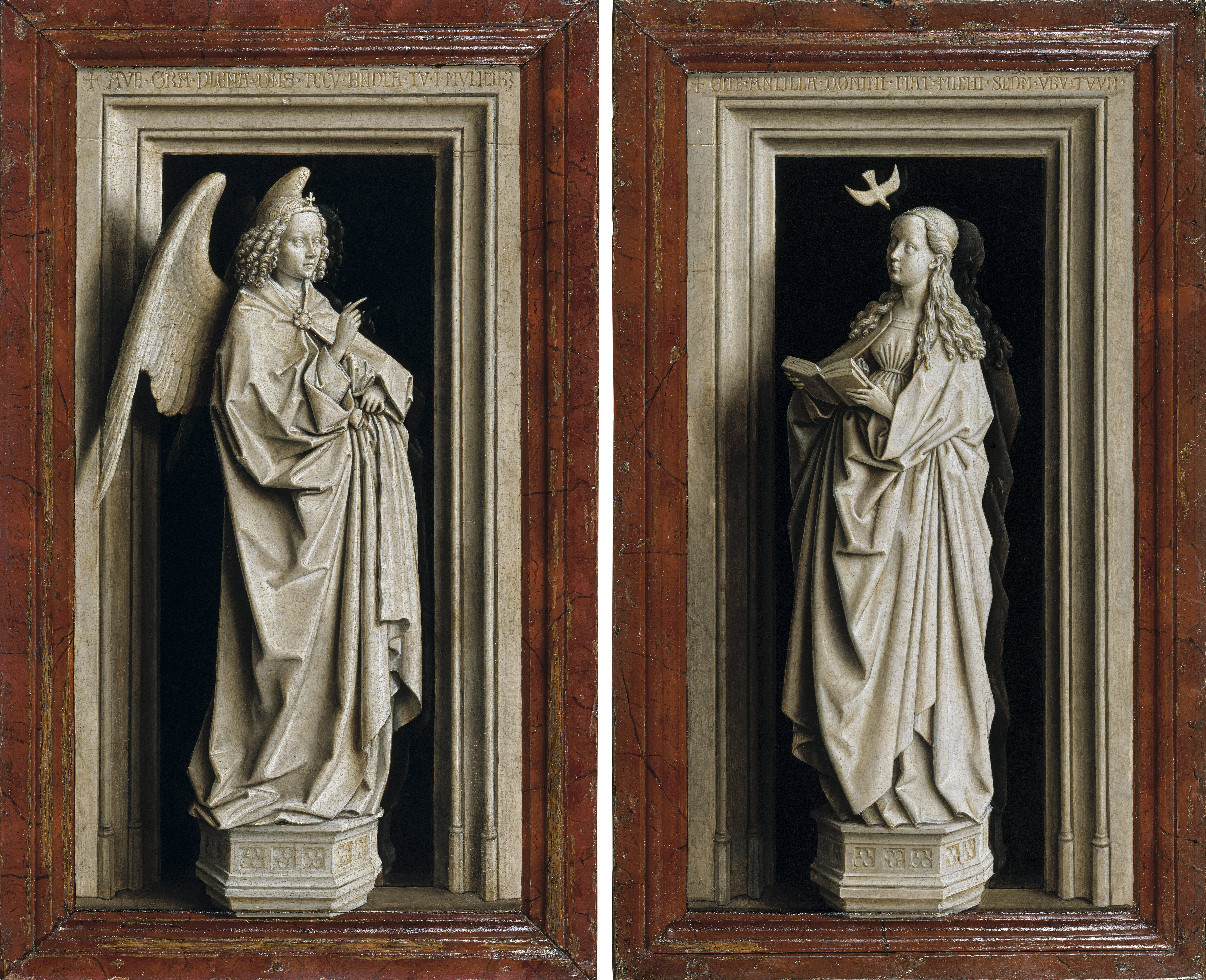
Díptico de la Anunciación de Jan van Eyck.

### Acuerdo con España
Gracias a su matrimonio con Carmen Cervera el barón Thyssen empezó a estrechar lazos con España. Esto ayuda a explicar por qué el gobierno de Felipe González se dirigió a él en 1986. Paradójicamente este primer contacto lo propició una pintura ajena a su colección, La marquesa de Santa Cruz de Goya. Había sido exportada ilegalmente, y el Ministerio de Cultura buscaba patrocinadores para comprarla. El barón recibió en su casa de Daylesford (Inglaterra) a varios intermediarios españoles, que recibieron una respuesta inesperada: él no aportaría dinero para el Goya, pero —animado por su esposa— propuso que España albergase la pinacoteca familiar Thyssen-Bornemisza. Selecciones de ella se vieron en esos años en el país gracias a dos exposiciones: maestros modernos en 1986 (en la Biblioteca Nacional y en el Palacio de la Virreina de Barcelona) y maestros antiguos en 1987 (en la Academia de San Fernando).
Tras un año de discretas negociaciones (en las que participaron Luis Gómez-Acebo, duque de Badajoz, y el abogado Rodrigo Uría), el Gobierno español obtuvo el préstamo de la colección al ofrecer condiciones difíciles de mejorar: aceptó las que fijaba el barón, y ofreció como sede del museo el palacio de Villahermosa, un céntrico edificio de valor histórico, vecino al Museo del Prado y con vistas a la Plaza de Neptuno. Se propiciaba así una gran afluencia de público y una proyección internacional. El acuerdo contemplaba que un grupo de obras se depositase en el Monasterio de Pedralbes de Barcelona, en respuesta a un convenio cerrado entre el barón y el alcalde Pasqual Maragall dos años antes.
El «Protocolo de Intenciones» suscrito entre el barón Thyssen-Bornemisza y el Gobierno español en abril de 1988, corroborado en diciembre del mismo año por un «Acuerdo de Arriendo», fue tan atípico que originó un debate en la prensa especializada: el trato estipulaba el préstamo de una amplia selección de la colección, en régimen de alquiler pagado (cinco millones de dólares al año), para un periodo máximo de nueve años y medio. Esta condición estaba justificada: en España las obras de arte importantes se registran como bienes de interés cultural (BIC) si permanecen diez años en el país, lo que impide su exportación; y los Thyssen fijaron un plazo algo inferior que permitiese un hipotético regreso de los cuadros a Suiza. Afortunadamente ello no ocurrió, ya que el propósito final de ambas partes era que la colección se quedase definitivamente como museo público. La premier británica Margaret Thatcher lamentó el acuerdo español como su mayor fracaso en materia cultural, pues había pensado en instalar la colección en el área de Canary Wharf (Londres), una vieja zona portuaria que entonces se estaba rehabilitando. Dicen que el barón rechazó su oferta porque no le gustaba ese lugar.

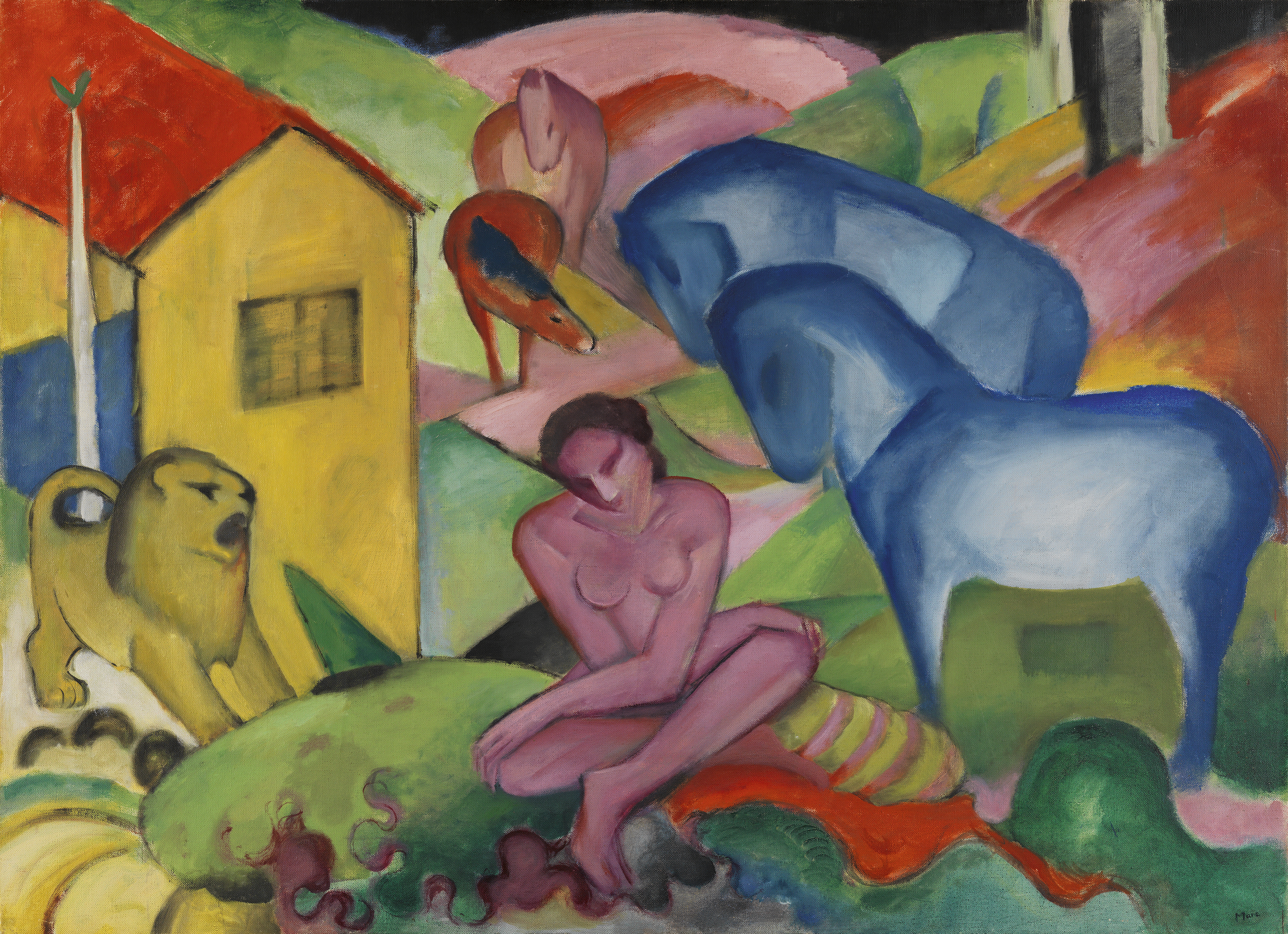
El sueño (1912), obra de Franz Marc.

El Museo Thyssen-Bornemisza de Madrid abrió sus puertas al público en octubre de 1992, mientras que la exhibición destinada a Barcelona se inauguraría ya en septiembre de 1993, en dos salas del Monasterio de Pedralbes. El contrato de alquiler se había pensado como una fórmula transitoria para comprobar la idoneidad del museo, de modo que tras apenas ocho meses de funcionamiento los Thyssen accedieron a suscribir con el Gobierno español (junio de 1993) la venta de la parte sustancial de la colección: 775 piezas, entre ellas todas las importantes (el llamado «core» indivisible) por un precio de 350 millones de dólares (unos 44.100 millones de pesetas de la época ). El entonces ministro de Cultura Jordi Solé Tura contaría después que su predecesor Jorge Semprún había obtenido del barón una rebaja de 50 millones de dólares (la cifra inicialmente acordada era 400 ) y, además, del total a pagar se restarían las cantidades abonadas como alquiler hasta entonces. Con todo, la complejidad y cuantía del acuerdo provocaron discrepancias en el Congreso de los Diputados, a pesar de que la valoración de la colección era muy superior: según la casa de subastas Sotheby's alcanzaba los 2000 millones de dólares (unos 252.000 millones de pesetas). El contrato firmado por ambas partes incluía obligaciones para España como mantener la colección unida, sin revender ninguna de las obras, así como cubrir el déficit financiero que el nuevo museo pudiese generar en su funcionamiento; condiciones difíciles de cumplir en una gestión privada y que ayudan a explicar la importante rebaja en el monto económico del acuerdo. La noticia causó impacto internacional y salió en portada en el diario The New York Times, siendo generalmente ensalzada como un trato económicamente muy favorable para España por el altísimo valor de mercado de la colección . En contra de lo que algunos críticos suponían, el propósito del barón no era lucrarse pues al vender las obras juntas y no subastarlas una a una, perdía dinero. Según explicó, su deseo era asegurar la pervivencia de la colección unida, y de hecho el dinero percibido se repartió inmediatamente entre sus herederos para evitar posibles reclamaciones como las ocurridas al morir su padre. Junto con la colección adquirida, tanto el museo de Madrid como la subsede de Barcelona expusieron otras piezas aún propiedad de la familia, cedidas en depósito; destaca entre ellas una estatua de mármol de Bernini: San Sebastián (1615).

### Consolidación: museoNacional
En el año 2002 el Museo, apostando por el valor educativo de la colección, refuerza la función educativa del Museo con la creación de EducaThyssen.org, marca que reúne todas las acciones educacionales de la institución y que depende, con gran autonomía del resto de la institución, del Área de Educación. El Museo procura mantenerse en vanguardia en su aproximación al público joven y a las nuevas tecnologías. En diciembre de 2018 PlayStation y el museo Thyssen, a través de su área de educación EducaThyssen, presentaron "Nubla 2 M: la ciudad en el centro del mundo", un videojuego educativo ambientado en los cuadros del museo, de la que toma prestados tanto personajes como escenarios. 
En el año 2004 se inauguró una ampliación del Museo en un bloque colindante, cuya planta baja se destinó a exposiciones temporales y las dos plantas superiores a exhibir unas 250 obras de la Colección Carmen Thyssen-Bornemisza. Este repertorio no forma parte de la colección permanente adquirida por el Estado y se expone como depósito, mediante un acuerdo de préstamo que se ha ido renovando periódicamente. Tras diversas prórrogas de dicho acuerdo y varios años de complejas negociaciones, en febrero de 2022 Carmen, su hijo Borja Thyssen-Bornemisza y el ministro de Cultura Miquel Iceta suscribieron un nuevo acuerdo, en forma de arrendamiento pagado (6,5 millones de euros anuales), que asegura para 15 años la permanencia de 330 obras de la colección , de la cual una selección de casi 200 se ha reubicado en la planta baja del edificio principal. 
Por otra parte, en 2004 el conjunto artístico depositado en Pedralbes fue trasladado al MNAC de Barcelona, con lo que captaba más público y reforzaba dicho museo en sus secciones más débiles.
En septiembre de 2017, el Ministerio de Educación, Cultura y Deporte renombró el Museo Thyssen-Bornemisza como Nacional, dándole la misma categoría formal que ya gozaban los vecinos Prado y Reina Sofía. Con esta iniciativa, aprobada unánimemente por el patronato de la institución, se realza la relevancia de su papel en el contexto cultural español y se recalca que su colección es un bien público, de propiedad estatal.

## Colecciones

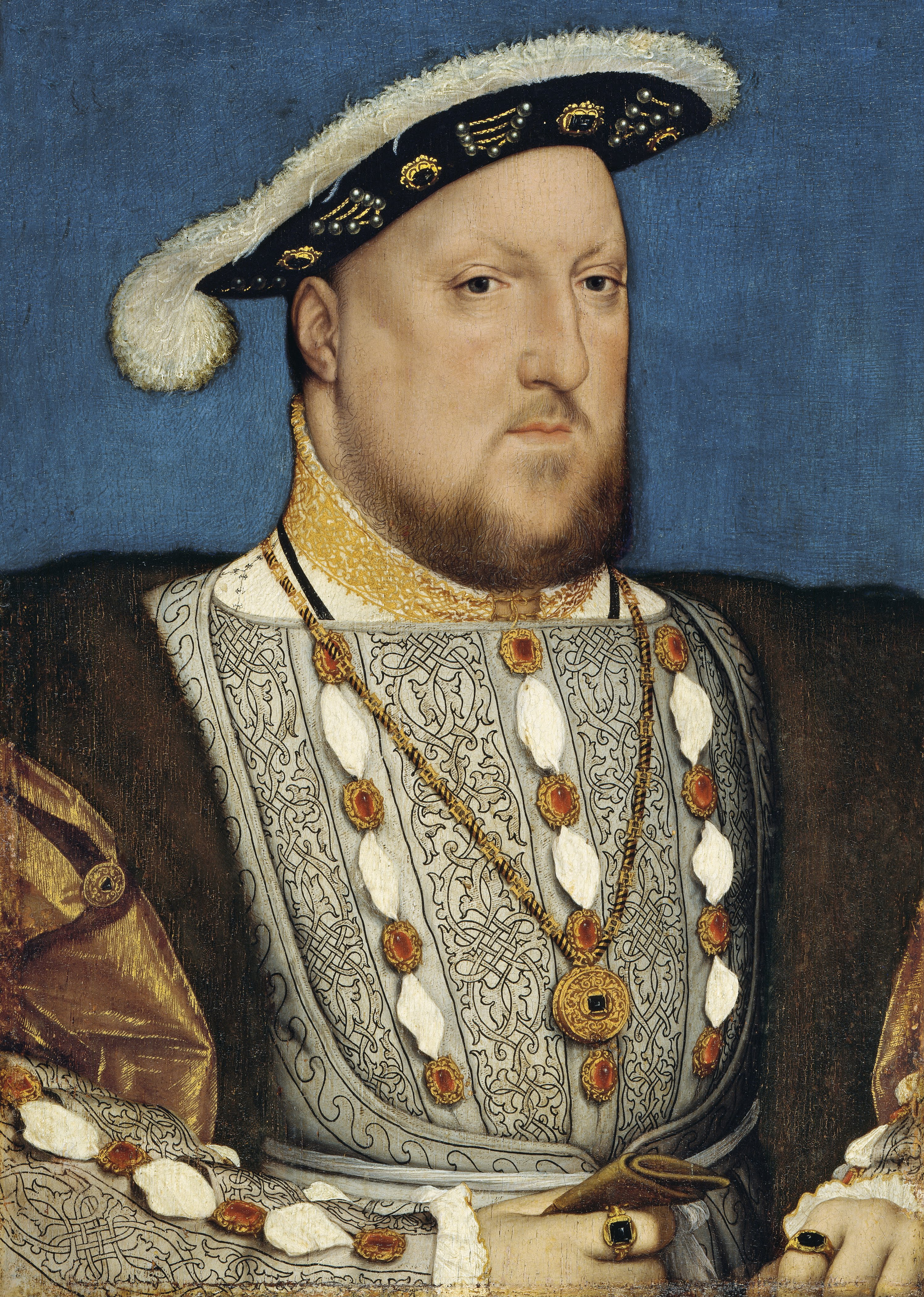
Retrato de Enrique VIII, por Hans Holbein el Joven.

Sumando a su repertorio propio las obras cedidas en depósito por Carmen Cervera, el Museo Nacional Thyssen-Bornemisza de Madrid muestra unas 900 piezas. Tras la reordenación acometida en 2021-2022 se exhiben cronológicamente en dos plantas de Villahermosa y de la ampliación colindante; desde el gótico italiano del siglo XIII en la planta 2 hasta el arte de la década de 1980 tanto abstracto como figurativo en la 1. Las salas de la planta baja del edificio principal albergan unas 200 obras del ya mencionado préstamo de la baronesa . En conjunto, se ofrece una visión panorámica sin interrupciones de los viejos maestros y de prácticamente todas las vanguardias entre el Impresionismo y el Pop art, lo cual es inusual en los museos europeos.
De perfil casi enciclopédico, este museo puede ilustrar por sí solo la evolución de la pintura europea y estadounidense, y además cobra una especial relevancia en el contexto artístico de Madrid por las secciones que complementan al Prado y el Museo Reina Sofía, sobre todo en pintura medieval italiana, renacimiento alemán, barroco holandés, y corrientes internacionales a partir del Romanticismo. Las secciones de Impresionismo, Expresionismo alemán, Constructivismo ruso y otros movimientos de vanguardia son únicas en la oferta museística de Madrid. De hecho, muchos de los artistas extranjeros del Thyssen, tanto antiguos como modernos, se hallaban ausentes de los museos españoles, del mismo modo que la pintura española anterior al siglo XX cuenta con una corta presencia en este museo.
El repertorio permanente del Museo se complementa con un variado programa de exposiciones temporales; tanto grandes muestras con préstamos del exterior como exhibiciones de cámara (llamadas Contextos) que ponen el énfasis en obras del propio museo. Entre las antológicas más ambiciosas, se pueden destacar las de: El Greco (1999), Braque (2002), Gauguin (2004 y 2012), Durero y Cranach. Arte y Humanismo... (2007-08), Ghirlandaio y el Renacimiento en Florencia (2010), Antonio López (2011), Hopper (2012), Camille Pissarro (2013), Zurbarán (2015), Caravaggio y los pintores del norte (2016), Beckmann. Figuras del exilio (2019) o Rembrandt y el retrato en Ámsterdam 1590 - 1670 (2020).

### Italia, siglosXIII-XVI
En   las primeras salas de la Planta 2, destacan Cristo y la samaritana de Duccio, una Adoración de los Magos de Luca di Tommè, dos tablitas con el tema de La Crucifixión pintadas por Bernardo Daddi y Agnolo Gaddi, y el San Pedro de Simone Martini (prestado por Carmen Cervera). Hay además ejemplos de Ugolino di Nerio, Vitale da Bologna y Lorenzo Veneziano. Otras piezas importantes de esta época se hallan depositadas en el MNAC de Barcelona; se deben a autores como Taddeo Gaddi, Lorenzo Monaco y Fra Angélico (La Madonna de la humildad).
El Quattrocento italiano cuenta con ejemplos de numerosos maestros inexistentes en el Prado, como Domenico Ghirlandaio con el Retrato de Giovanna Tornabuoni, de 1489-90. Hay pinturas (por lo general de pequeño tamaño) de Giovanni di Paolo, Benozzo Gozzoli, Piero della Francesca (Retrato de Guidobaldo de Montefeltro), Paolo Uccello (Crucifixión entre santos), Cosimo Tura, Ercole de'Roberti, Marco Zoppo, Bramantino (Cristo resucitado), Antonello da Messina, Alvise Vivarini, Francesco Botticini, Andrea Solario, Boltraffio... El imponente Joven caballero en un paisaje (h. 1505) de Vittore Carpaccio es una joya clave y se considera el primer retrato de cuerpo entero y a tamaño natural pintado en Europa. Preside una sala con memorables obras del siglo XVI: Gentile y Giovanni Bellini, Palma el Viejo (La bella), Fra Bartolommeo, Bernardino Luini, Piero di Cosimo, Bartolommeo Veneto, Domenico Beccafumi, Bronzino (San Sebastián), Sebastiano del Piombo (Ferry Carondelet y sus secretarios), Tiziano (El dux Francesco Venier)... También es digna de mención una pareja de dibujos a tinta de Giulio Romano (Un sátiro y Una sátira) que por su sensibilidad a la luz se mantiene almacenada .

### Italia, siglos -

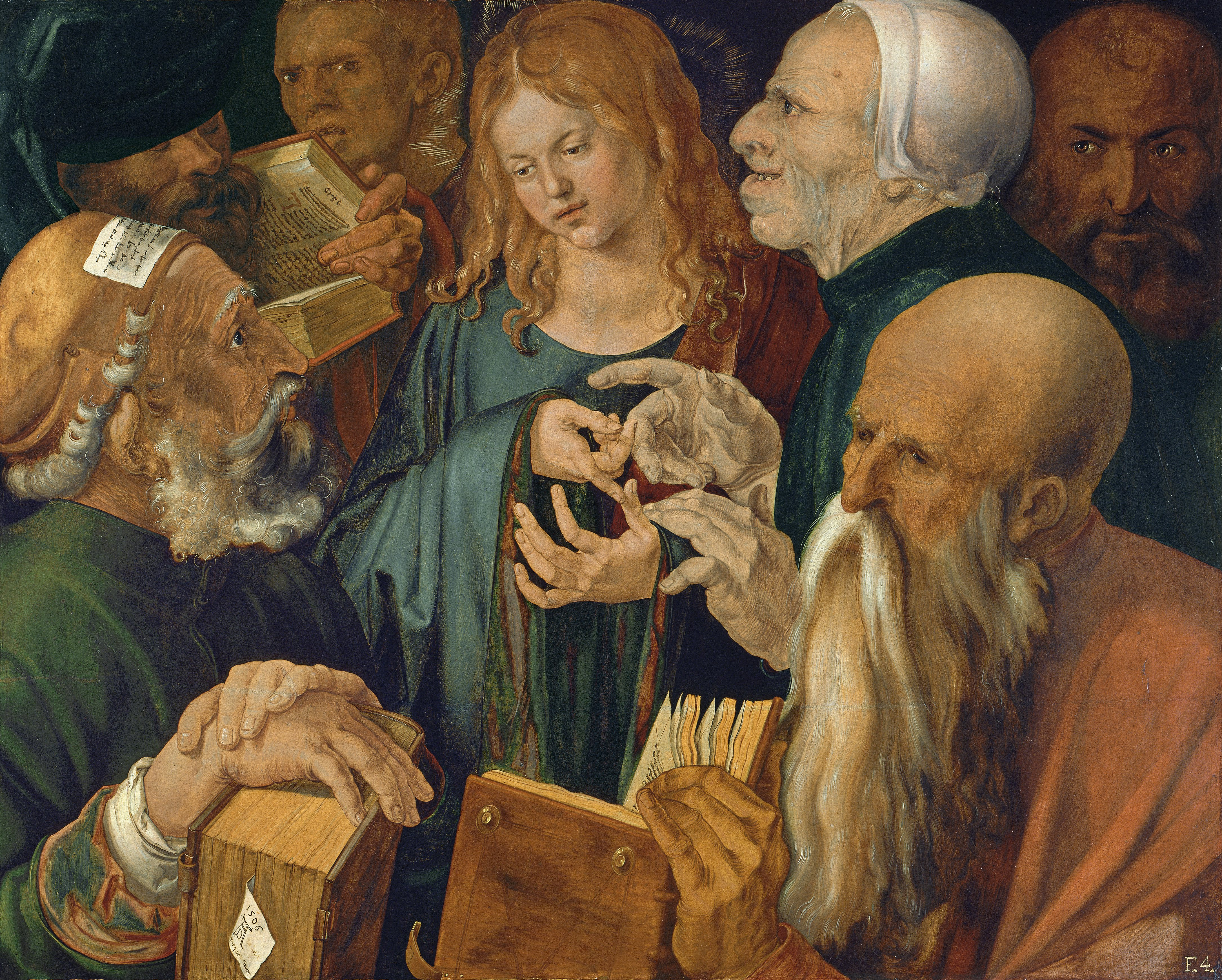
Jesús entre los doctores, tabla pintada por Durero.

### Renacimiento alemán: Durero, Holbein...
El renacimiento alemán cuenta con más de 40 piezas, un conjunto más rico que el del Prado que incluye tres obras maestras: el célebre Jesús entre los doctores de Durero, firmado por su autor como pintado en cinco días en 1506; La ninfa de la fuente de Lucas Cranach el Viejo; y el famoso Retrato de Enrique VIII de Hans Holbein el Joven, el único retrato del monarca autógrafo de Holbein que subsiste, y en el que estuvo particularmente interesada la National Gallery de Londres. A ellos se añaden una pequeña tabla con El entierro de Cristo de Hans Burgkmair y dos importantes ejemplos de Hans Baldung Grien: Adán y Eva y un Retrato de dama raro en su producción. También son dignas de especial mención dos tablas de Hans Cranach (Hércules en la corte de Onfalia y un Retrato masculino) ya que los expertos las citan como las únicas firmadas que se conocen de este miembro de la saga Cranach, fallecido prematuramente.
Esta sección incluye además un amplio muestrario de retratos pintados por otros artistas: Albrecht Altdorfer, Hans Holbein el Viejo, Christoph Amberger, Michael Wolgemut, Bernhard Strigel, Barthel Beham, etc.

### Países Bajos, siglosXVyXVI: Van Eyck, Memling...
La sección de los primitivos flamencos no iguala en riqueza a la del Prado, aunque aquí se custodia el único ejemplo de Jan Van Eyck en España: Díptico de la Anunciación. Destacan también la diminuta Virgen con el Niño entronizados y un Retrato de hombre atribuidos a Rogier van der Weyden, La Virgen del árbol seco de Petrus Christus, una de las escasísimas obras documentadas de Jacques Daret (La Adoración de los Magos), el Retrato de Robert de Masmines que se atribuye a Robert Campin, una Crucifixión juvenil de Gerard David y un soberbio retrato de Hans Memling, cuyo reverso muestra un jarrón de flores con el anagrama de Cristo, lo que constituye un inusual y temprano ejemplo de bodegón. Ya dentro del siglo XVI, se puede citar a Juan de Flandes (Supuesto retrato de Catalina de Aragón), Jan Gossaert (Adán y Eva), Ambrosius Benson, Joachim Patinir, Joos van Cleve (Autorretrato con clavel), Jan van Scorel, Jan Mostaert, Marinus van Reymerswaele (La vocación de san Mateo, h. 1530; el cuadro más temprano conocido de este artista), Martin van Heemskerck (Mujer hilando), Bernard van Orley, Lucas van Leyden (La partida de cartas) y Antonio Moro (Retrato de Giovanni Battista Castaldo).

### De Giulio Romano a Caravaggio y Rubens

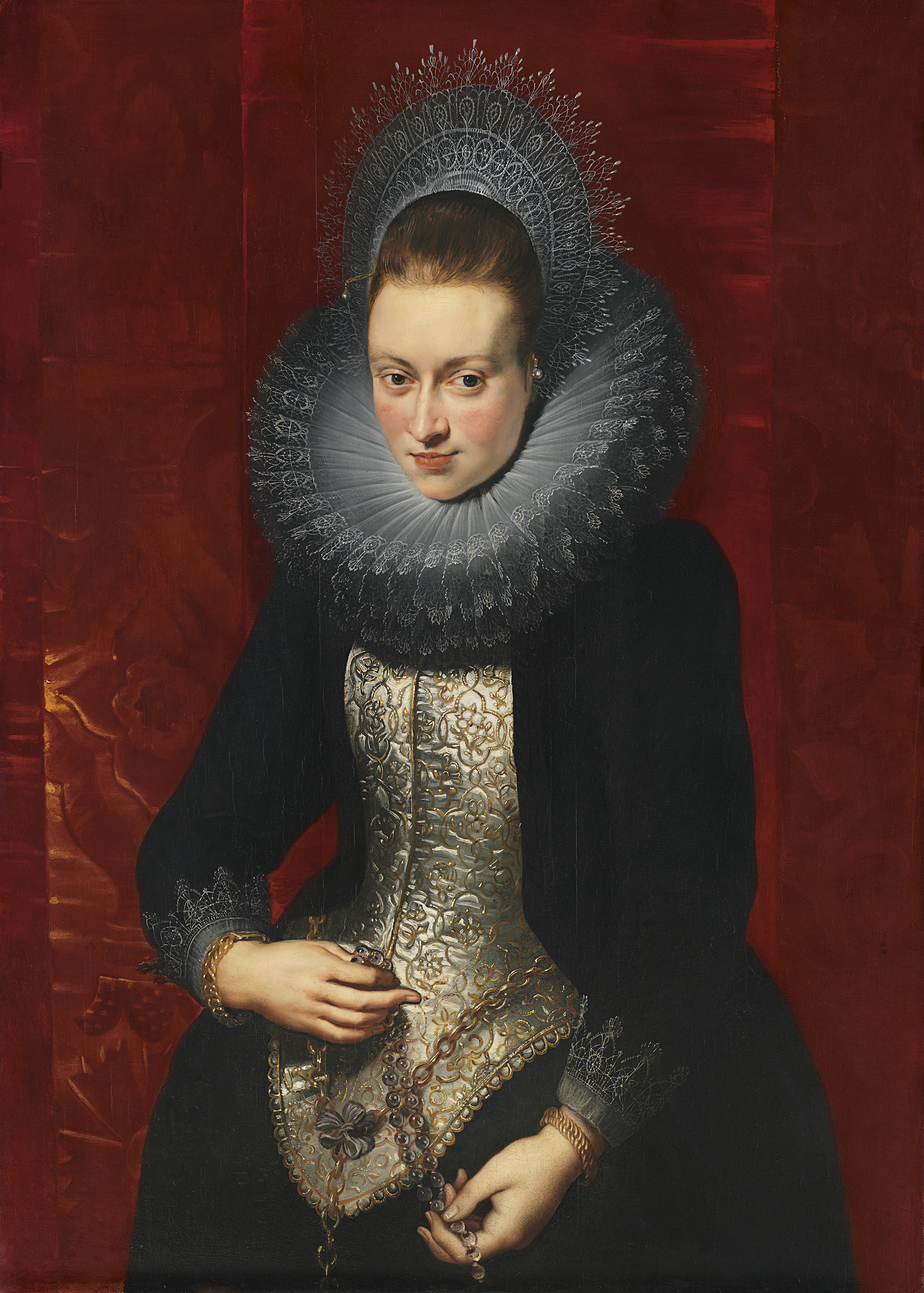
Retrato de joven dama con rosario, de Rubens.

Una galería con vistas al Paseo del Prado está dedicada a retratos: Giulio Romano, Bronzino, Ridolfo Ghirlandaio, Pier Francesco Foschi, Paris Bordone, Veronés, Correggio, Lorenzo Lotto, François Clouet (La carta)... Se exhibe también El rapto de Europa, gran lienzo de Simon Vouet. Salas próximas albergan obras destacadas como un San Jerónimo de Tiziano, Escena pastoril (La parábola del sembrador) de Jacopo Bassano, cuatro lienzos de El Greco (Cristo con la cruz a cuestas, La Inmaculada Concepción y dos Anunciaciones) y la famosa Santa Catalina de Caravaggio, entre otros. De Tintoretto se exhibe aquí una pareja de lienzos bíblicos, a los que hay que sumar el Paraíso colgado en el atrio, monumental lienzo de casi cinco metros que el barón adquirió en 1980. De los barrocos españoles, destacan dos lienzos de José de Ribera (una Piedad de 1633 y San Jerónimo penitente), otros dos de Zurbarán (un Cristo crucificado y una Santa Casilda), uno muy importante de Murillo (La Virgen y el Niño con santa Rosa de Viterbo) y un bodegón de Juan van der Hamen. Rivalizan con autores extranjeros como Valentin de Boulogne, Tommaso Salini, Guercino, Sebastiano Ricci, Mattia Preti, Carlo Maratta, Giulio Carpioni, Francesco Maffei, Antoine Le Nain, Claudio de Lorena, Sébastien Bourdon, Jacques Linard... También están Lot y sus hijas y Santa Cecilia, catalogadas como obras respectivamente de Orazio Gentileschi y de Bernardo Strozzi cuando la colección llegó a España, pero hoy consideradas réplicas de taller. 
Para la colección de pintura barroca italiana puede consultarse también Anexo:Pintura italiana del Barroco en las colecciones públicas madrileñas. 

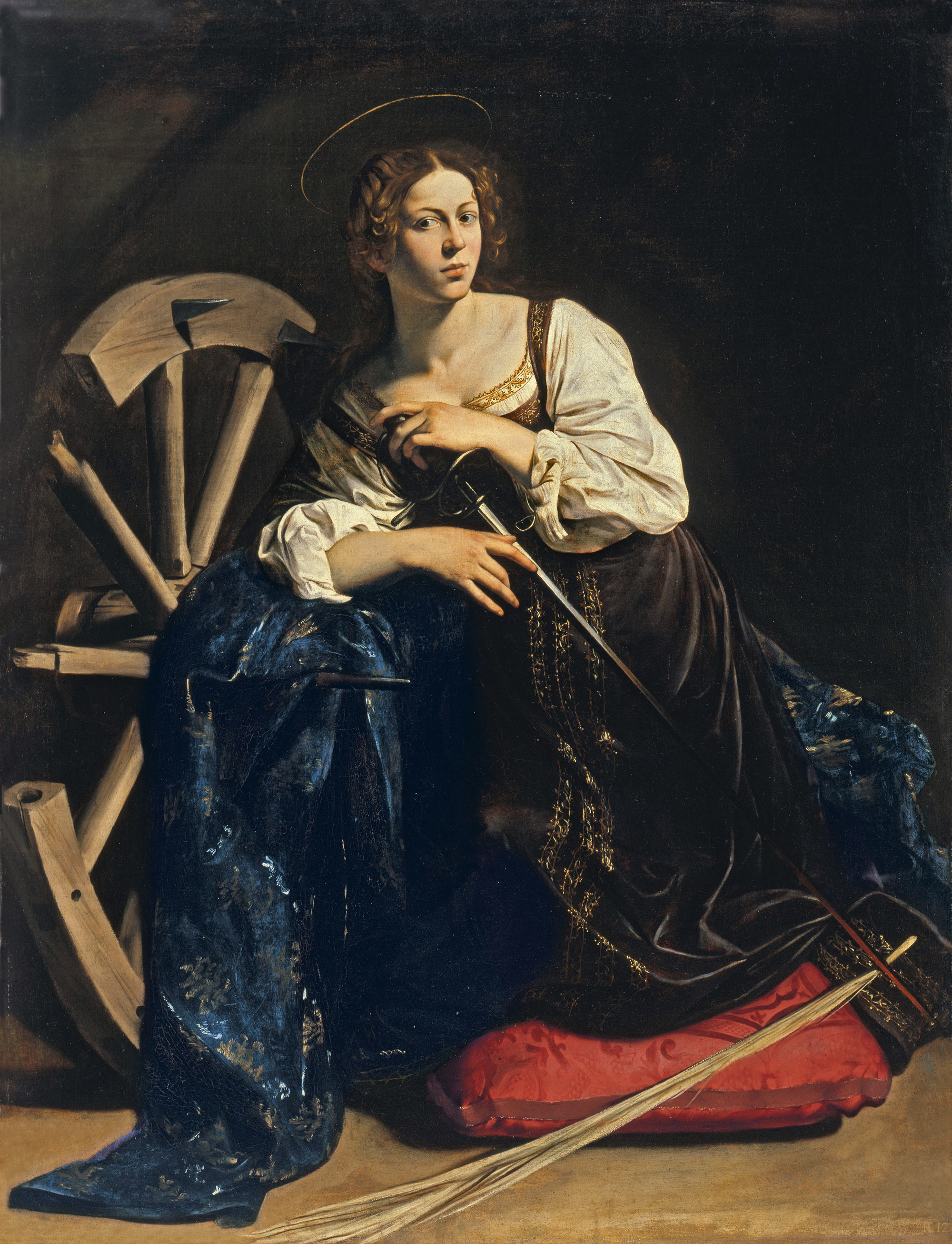
Santa Catalina, obra de Caravaggio exhibida en el museo.

El fondo flamenco del XVII es relativamente reducido, aunque incluye ejemplos de Rubens como un Retrato de joven dama con rosario, el boceto al óleo La ceguera de Sansón y una Venus ante el espejo copiada de Tiziano. Es también relevante el Retrato de Jacques Le Roy de Van Dyck, y además hay obras de Jacob Jordaens (La Sagrada Familia), Cornelis de Vos (Retrato de Antonia Canis), Jan Fyt (Bodegón con manojo de espárragos), Jan Brueghel el Viejo (Tormenta en el mar de Galilea), David Teniers el Joven...

### Barroco holandés: Rembrandt, Frans Hals...
Una pequeña Adoración de los pastores de Joachim Wtewael inicia cronológicamente el despliegue de la riquísima colección de pintura neerlandesa, liderada por Frans Hals y Rembrandt. El Autorretrato con gorra y dos cadenas de este último, adquirido en 1976 y que se subestimaba como obra de taller, ha sido autentificado como original suyo. Le rodean autores próximos a su estilo, como Ferdinand Bol y Govert Flinck, así como tres retratos de Gerard Ter Borch. También se hallan representados varios autores tenebristas neerlandeses y flamencos: Mathias Stomer, Hendrick Terbrugghen (Esaú vendiendo su primogenitura), Michael Sweerts...
La sección neerlandesa tiene como uno de sus tesoros el Grupo familiar y criado negro en un paisaje, pintura grande y muy relevante de Frans Hals, único ejemplo suyo en España. Le siguen Gerrit van Honthorst (Violinista con copa) y especialistas en escenas de género como Adriaen van Ostade y Jan Steen (Autorretrato con laúd), tres bodegones de Willem Kalf, varios paisajes de Jacob Ruysdael, y otros nombres como Ambrosius Bosschaert, Pieter de Hooch (La Sala del Concejo del Ayuntamiento de Ámsterdam), Jan Lievens, Meindert Hobbema, Philips Koninck, Albert Cuyp, Pieter Jansz Saenredam (La iglesia de Santa María de Utrecht), Jan Jansz van de Velde, Arent de Gelder, Nicolaes Maes (El tamborilero desobediente)...

### Del Rococó al realismo

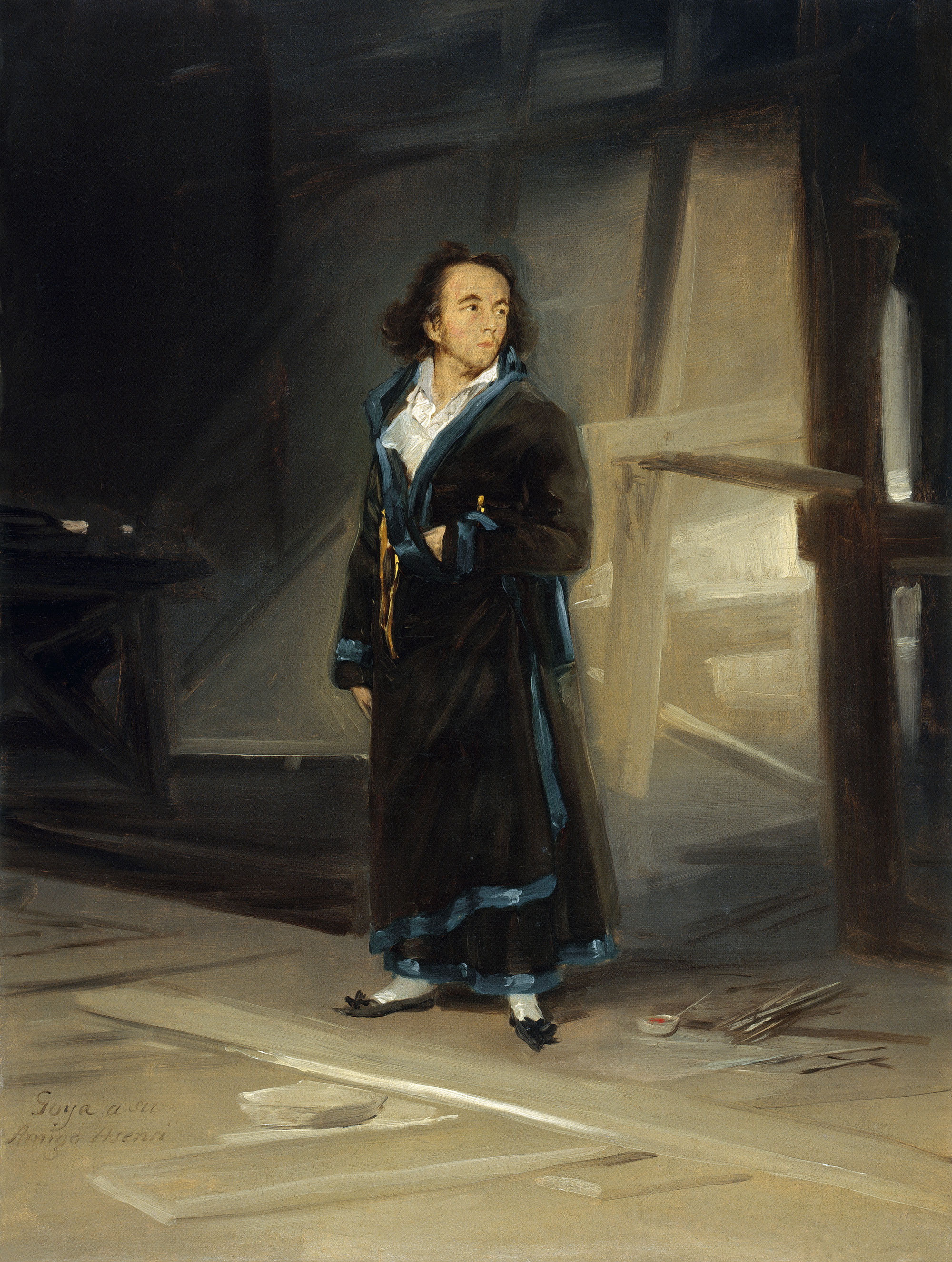
Retrato del pintor Asensio Juliá, por Goya.

La pintura del siglo XVIII europeo se halla presente con Watteau (Pierrot contento y El descanso), Boucher (El tocador), Nicolas Lancret (Alegoría de la Tierra), Fragonard (una versión juvenil y más inocente de El columpio), Jean-François de Troy, Hubert Robert (El templo de Diana en Nimes), Jean-Marc Nattier, Chardin (Bodegón con gato y raya y dos obras más), Pietro Longhi (Las cosquillas), Piazzetta (Retrato de la pintora Giulia Lama), Pittoni (Descanso en la huida a Egipto, El Sacrificio de Polixena) y los Tiepolo: Giambattista, con la monumental Muerte de Jacinto, y su hijo Domenico.
Los grandes maestros del vedutismo veneciano, carentes de presencia en el Museo del Prado, cuentan aquí con un rico repertorio: tres obras de Canaletto, de las que dos son muy importantes dentro de su mejor etapa; otras dos vistas de Francesco Guardi y ejemplos de Bernardo Bellotto y Michele Marieschi. Hay que citar además la pintura inglesa del mismo siglo XVIII, tradicionalmente ignorada en los museos españoles: Gainsborough (Retrato de Sarah Buxton), Thomas Lawrence, Johann Zoffany (La actriz Ann Brown en el papel de Miranda)...
Tres retratos de Goya (El pintor Asensio Juliá, Fernando VII y El tío Paquete) marcan la transición hacia el romanticismo, con pequeños cuadros de Delacroix (El jinete árabe), Géricault y Caspar David Friedrich (Mañana de Pascua), realismo con Corot y Courbet (El arroyo Brème)...

### Impresionismo: Manet, Monet, Degas...
El panorama del siglo XIX culmina con el impresionismo, del que incluye a casi todos los maestros destacados: Manet (Amazona de frente), Renoir (Mujer con sombrilla en un jardín, 1875), Monet (El deshielo en Vétheuil, 1881), Degas (Damas en la sombrerería, Bailarina de verde), Camille Pissarro (los paisajes El bosque de Marly y La calle Saint-Honoré. Efecto de lluvia), Alfred Sisley (La inundación en Port-Marly, 1876), Pierre Bonnard (Retrato de Misia Godebska), Berthe Morisot (El espejo de vestir)...

### Postimpresionismo y final de siglo: Van Gogh, Cézanne, Munch...
Van Gogh cuenta con cuatro obras de distintas etapas, como el óleo La aldea de Les Vessenots en Auvers y la litografía Los comedores de patatas, mientras que Paul Gauguin solo está presente con un paisaje de sus primeros años, si bien el préstamo de la Colección Carmen Thyssen-Bornemisza aporta un conjunto muy relevante de este artista, con ocho pinturas más y una curiosa escultura en gres. Toulouse-Lautrec está presente con dos gouaches y un raro óleo, La pelirroja con blusa blanca; rivaliza con él Paul Cézanne con el importante lienzo precubista Retrato de un campesino (1905-06) y un bodegón en acuarela.
El museo cuenta también con ejemplos de otros artistas del cambio de siglo: Edouard Vuillard, el simbolista Gustave Moreau, Ferdinand Hodler, Lovis Corinth, James Ensor (El teatro de máscaras) y Kees van Dongen. Posiblemente los eclipsa (al menos por actual fama) Edvard Munch con el lienzo Atardecer. Laura, la hermana del artista (1888).

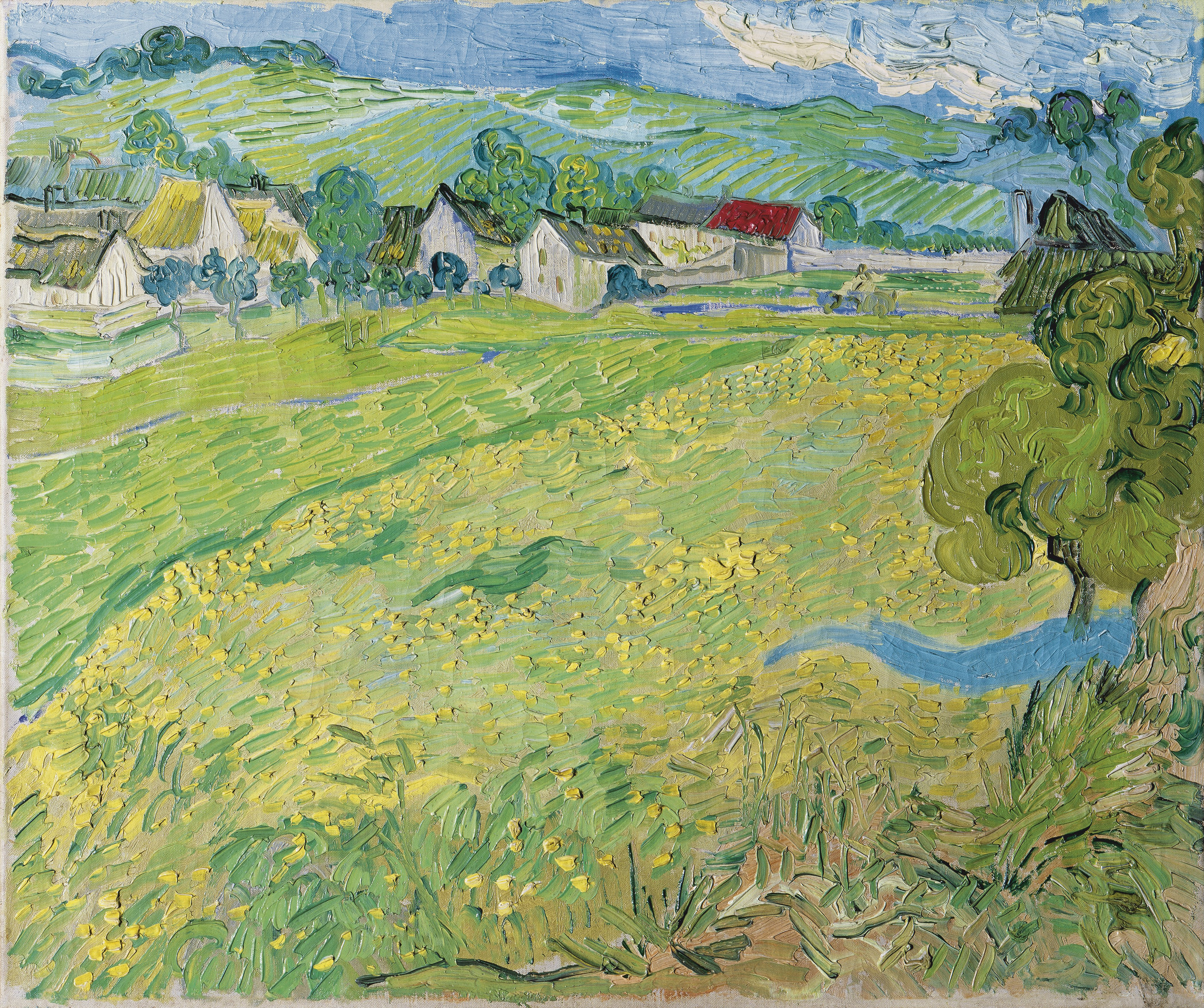
La aldea de Les Vessenots en Auvers, obra de Vincent van Gogh.

### Pintura estadounidense delsigloXVIIIyXIX
Es llamativo el conjunto de pintura estadounidense de los siglos XVIII y XIX, un área de la Historia del Arte poco conocida en Europa. Incluye ejemplos de Gilbert Stuart, John Singleton Copley, Winslow Homer (tres pinturas y dos acuarelas), Maurice Prendergast, y John Singer Sargent (Retrato de la duquesa de Sutherland). El barón Thyssen reunió estas obras en pocos años, antes de que se elevase su valor; se dice que actualmente resulta difícil sumar ejemplos similares.

### Fauvismo: Matisse y Derain

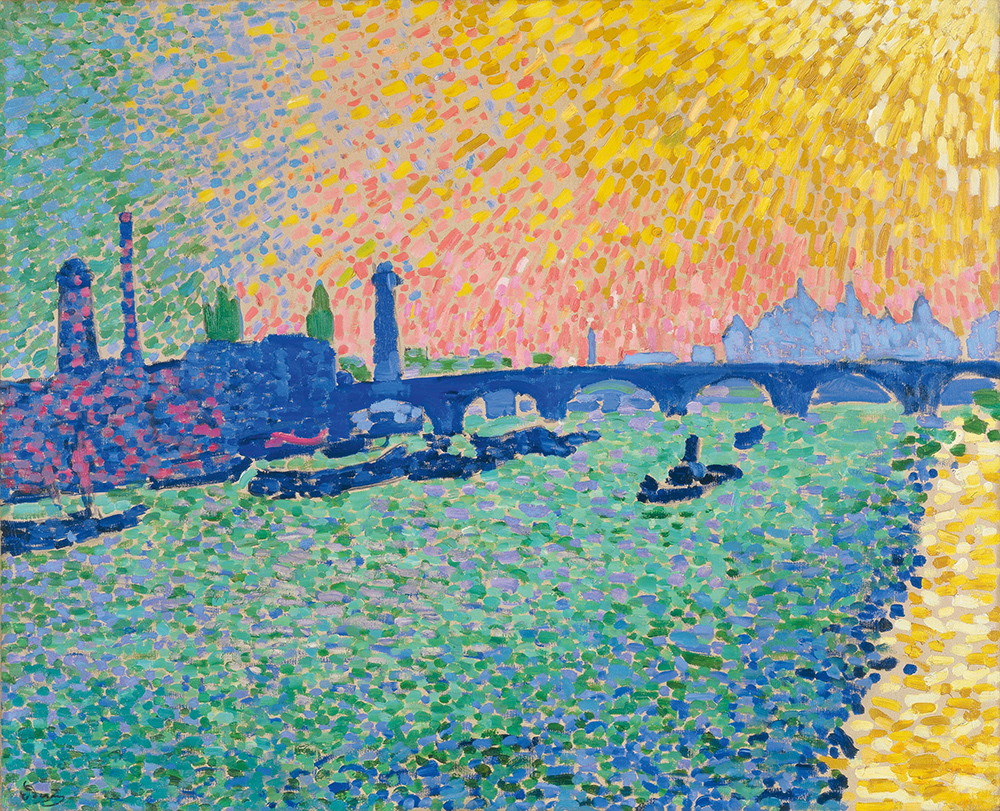
André Derain, El puente de Waterloo (1906).

La sección del siglo XX tiene un protagonismo notable en el Museo Thyssen; cubre amplias lagunas del panorama artístico de Madrid y hay que reiterar que fue enteramente conformada por el barón Hans Heinrich.
El muestrario del fauvismo es muy reducido; Henri Matisse apenas cuenta con un ejemplo menor (Las flores amarillas), si bien hay que destacar un cotizado paisaje londinense de la mejor etapa de André Derain (El puente de Waterloo, 1906).

### Alemania: expresionismo y nueva objetividad

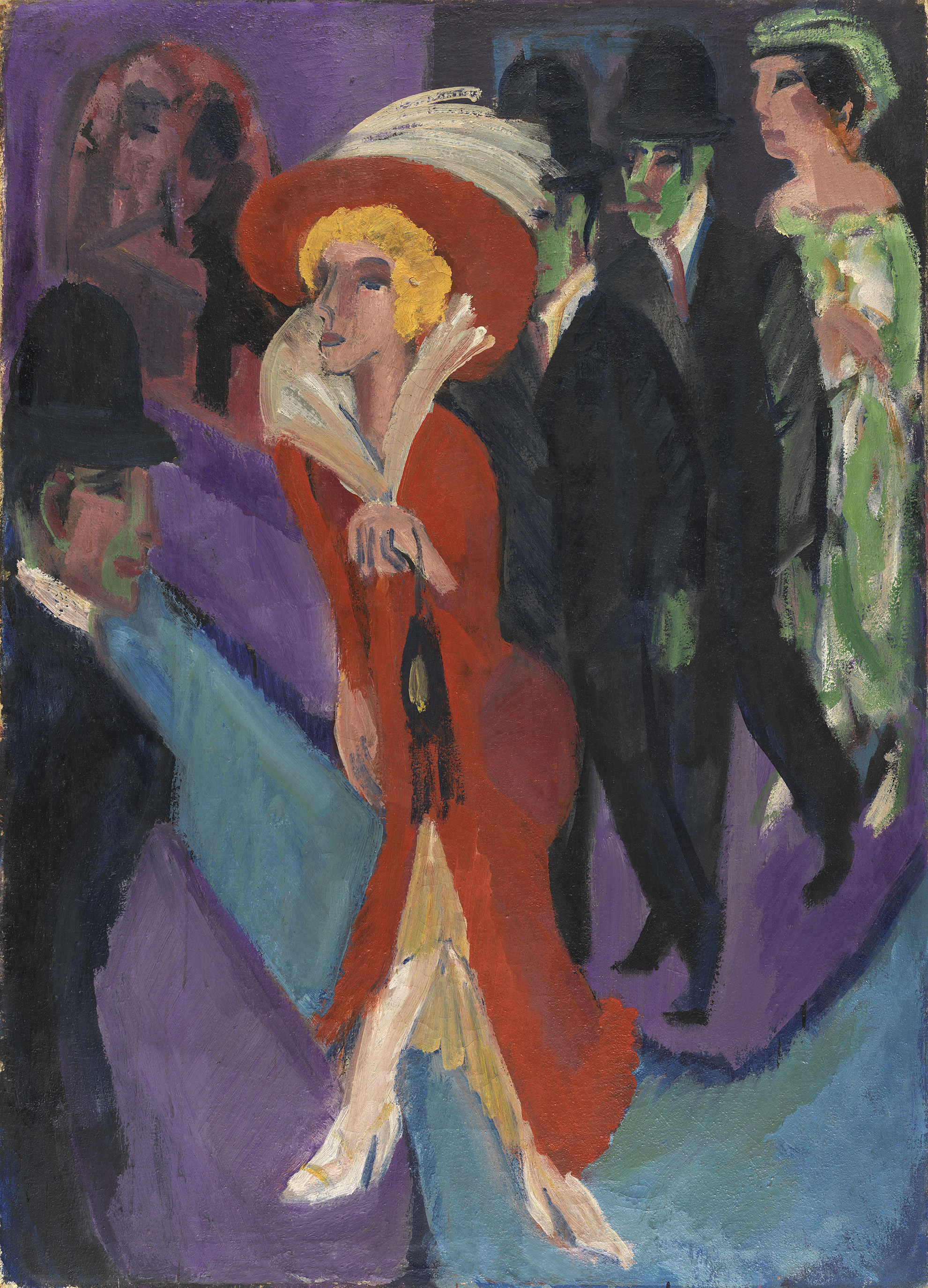
Calle con buscona vestida de rojo, cuadro de Ernst Ludwig Kirchner.

Hay que destacar la abundante muestra de expresionistas alemanes como Ernst Ludwig Kirchner (ocho obras, destacando Calle con buscona vestida de rojo), Emil Nolde, Max Beckmann (Autorretrato con la mano alzada y Quappi vestida de rosa), Franz Marc (El sueño, 1912), Gabriele Münter, Ludwig Meidner, Karl Schmidt-Rottluff, Erich Heckel, etc.
Mención aparte merecen artistas atípicos como Wassily Kandinsky, Lyonel Feininger y Egon Schiele. Los tres cuentan con un variado repertorio, especialmente Kandinsky con diversas pinturas y acuarelas que abarcan desde su etapa figurativa de principios de siglo hasta la abstracción total de los años 20. También el dadaísta Kurt Schwitters cuenta con un buen repertorio: tres ensamblajes, un collage y una pintura.
La nueva objetividad está presente con un importante retrato de Otto Dix (Hugo Erfurth con un perro), dos de Christian Schad y un rico repertorio de George Grosz, con diversas acuarelas y dibujos junto a dos pinturas. Su joya es Metrópolis, obra maestra que fue defenestrada por el régimen nazi como arte degenerado. Por suerte no fue destruida y Grosz la recuperó. También se puede englobar en esta corriente a Oskar Kokoschka, presente con un retrato.
Según la página oficial del museo, "en 1993, el Estado español adquirió la mayor parte de la colección Thyssen y una significativa selección de obras del expresionismo alemán pasó a pertenecer al Museo Nacional Thyssen-Bornemisza, un arte hasta entonces inexistente en las colecciones españolas".

### Cubismo y futurismo

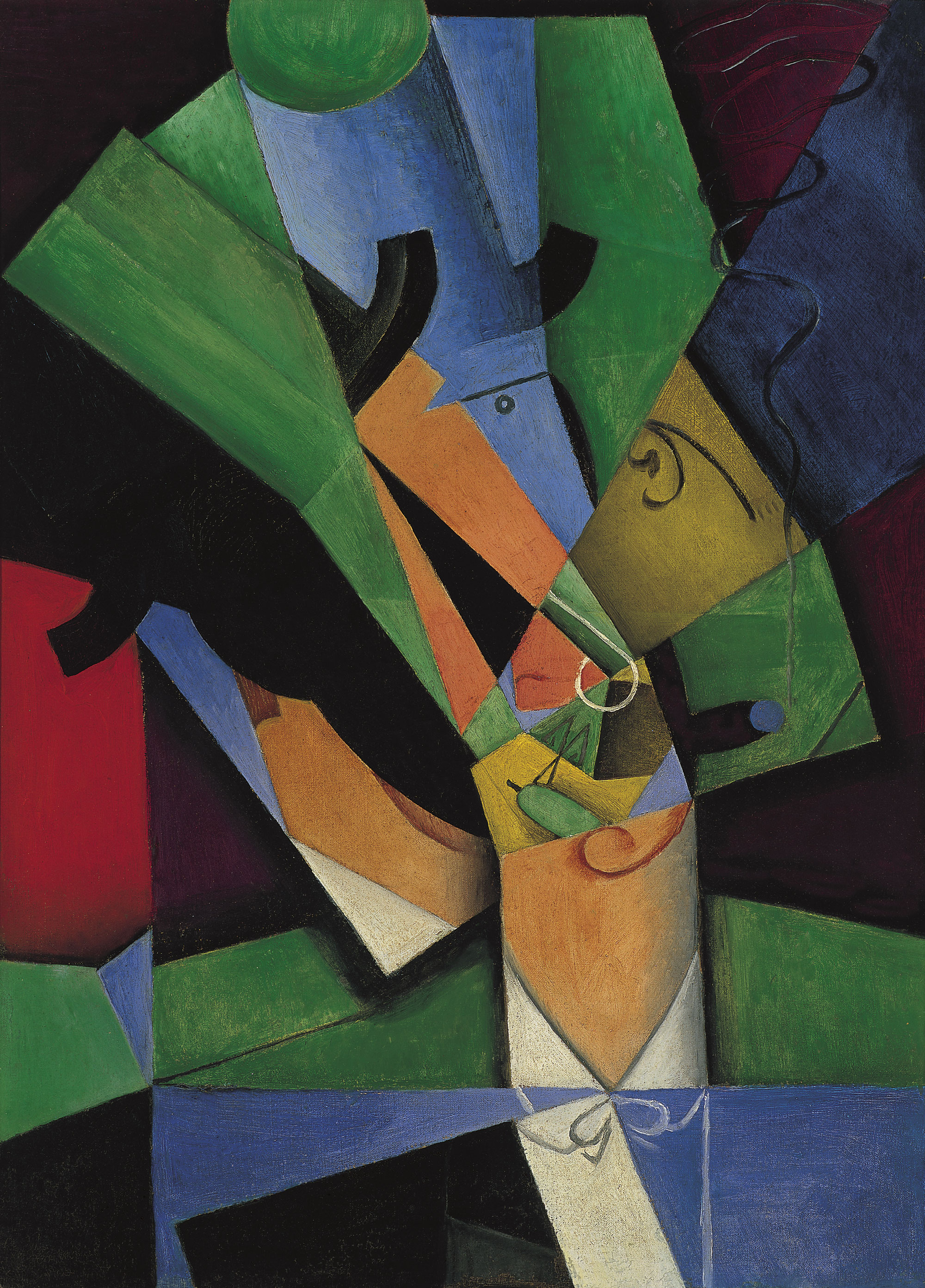
El fumador, óleo de Juan Gris.

El color salmón de las paredes deja paso al blanco en las salas dedicadas al siglo XX, desde el Cubismo hasta el arte pop y el Hiperrealismo.
Los ejemplos del cubismo analítico de Picasso (Hombre con clarinete, 1911-12) y Georges Braque (Mujer con mandolina, 1910) son muy cotizados, al igual que El fumador de Juan Gris. El repertorio de Picasso no se limita al Cubismo ya que abarca diversas fases del artista, desde su etapa azul a los años 30; baste citar el magistral Arlequín con espejo, el famoso grabado juvenil La comida frugal (valiosísima estampación temprana con dedicatoria manuscrita del artista) y un boceto precubista próximo a Las señoritas de Aviñón. El ejemplo picassiano más tardío es una Corrida de toros de 1934. También Juan Gris y Braque cuentan con otras piezas: de Gris se exhibe Botella y frutero (1919) y de Braque un paisaje de 1908-09 y el gran bodegón El mantel rosa de 1938.
Otros artistas más o menos fieles al Cubismo son Robert Delaunay, Sonia Delaunay-Terk, Albert Gleizes, František Kupka, Auguste Herbin, Francis Picabia y Léger, de quien se exhibe la obra La escalera (segundo estado). De las tentativas cubistas de Dalí, se exhibe Pierrot y guitarra (1924); este autor cuenta además con dos importantes óleos surrealistas.
El Futurismo italiano se halla representado por obras de Gino Severini, Giacomo Balla, Fortunato Depero, Umberto Boccioni... El Vorticismo inglés, movimiento del que no subsisten muchas obras, se ilustra con Percy Wyndham Lewis, David Bomberg y Edward Wadsworth.

### Lavanguardia rusa
El Museo Thyssen-Bornemisza posee más de veinte obras representativas de varias fases de la vanguardia rusa: neoprimitivismo, rayonismo, constructivismo... Se puede citar (alfabéticamente) a: Yuri Annekov, Ylia Chashnik, Alexandra Exter, Natalia Goncharova, Mijail Larionov (cuatro obras), El Lissitzky, Malevich, Liubov Popova (tres óleos), Olga Rozanova...

### Abstracción de entreguerras

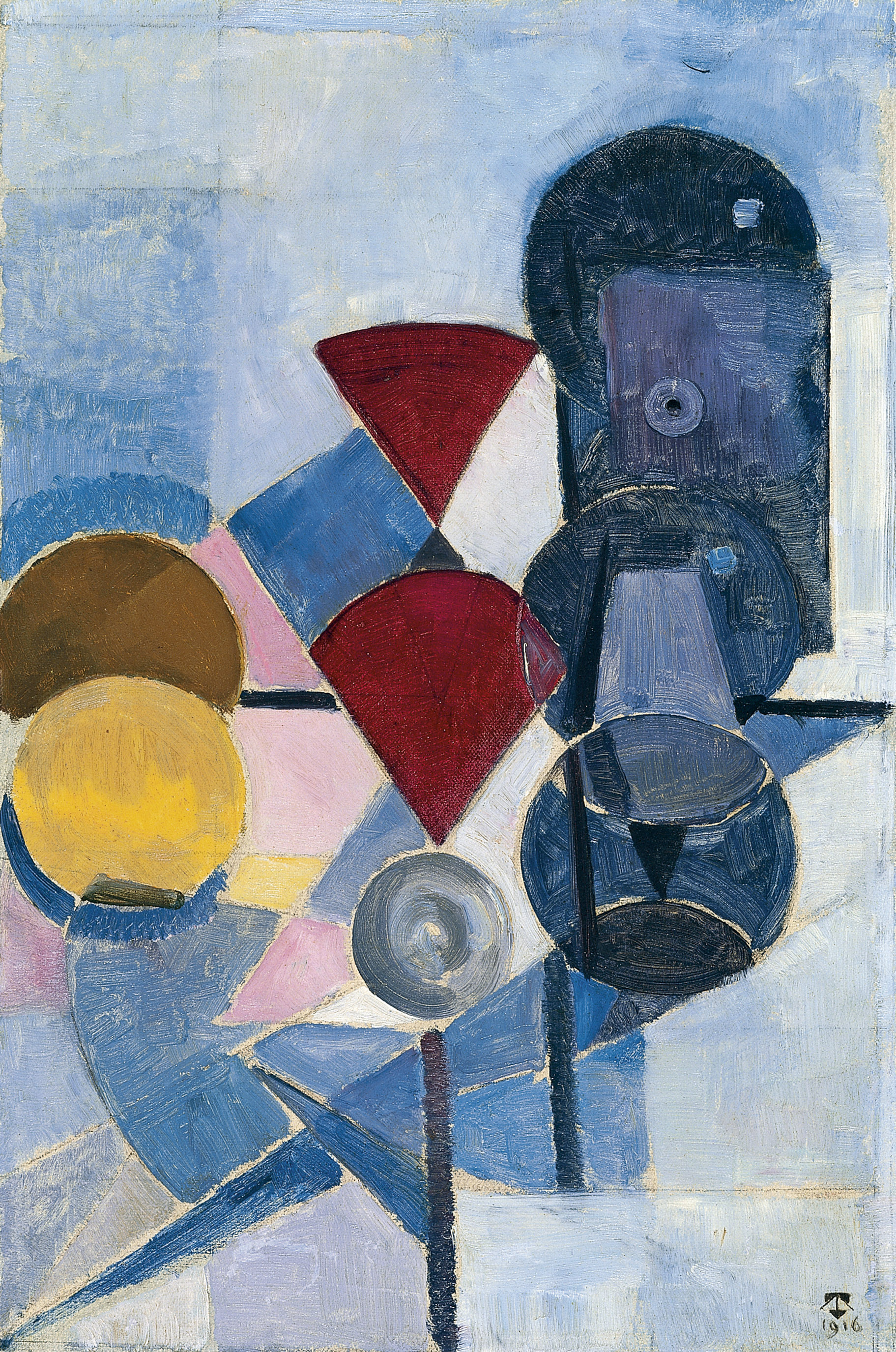
Composición II (1916), de Theo van Doesburg.

Del grupo De Stijl, tanto Mondrian como Theo van Doesburg se hallan representados en este museo. De Mondrian se exhiben tres pinturas (a destacar New York City III) y del segundo otros dos óleos y un gouache. También Vilmos Huszár y Bart van der Leck cuentan con dos obras cada uno.
De la Bauhaus alemana, tanto Oskar Schlemmer como Moholy-Nagy están presentes; del segundo, la Gran pintura del ferrocarril se considera como pieza clave de su aproximación al constructivismo ruso.

### Chagall, Paul Klee
Junto a obras tardías de maestros ya citados, como Kandinsky, Léger y Braque, el Museo Thyssen-Bornemisza  exhibe una generosa representación de dos artistas inclasificables, o que al menos no se ajustan a ninguna de las corrientes dominantes en su época: Marc Chagall y Paul Klee. De Chagall hay cuatro obras: un gouache, Desnudo masculino, bastante raro por su tema y por su estilo a caballo entre fauvismo y cubismo; el óleo El gallo (1929) y dos obras importantes de su producción, los óleos La casa gris (1917) y La Virgen de la aldea (1938-42). También Klee cuenta con cuatro ejemplos: Vista de una plaza (1912), Casa giratoria (1921), Bodegón con dado (1923) y Omega 5 (1927). El museo posee así mismo un retrato apenas esbozado de Kiki de Montparnasse realizado por Modigliani.

### Surrealismo
El Surrealismo cuenta con una poderosa presencia en este museo; son apenas unas quince obras, pero por su importancia y variedad constituyen uno de los puntales del fondo moderno. Salvador Dalí es posiblemente el protagonista de este conjunto gracias al icónico óleo sobre tabla Sueño causado por el vuelo de un abeja alrededor de una granada un segundo antes del despertar (1944). Lo acompaña otra pintura del artista diametralmente opuesta por su colorido oscuro: Gradiva encuentra las ruinas de Antropomorfos (1931).
Otros autores surrealistas con obras importantes son: Paul Delvaux (Mujer ante el espejo, 1936), René Magritte (La llave de los campos, 1936) y Joan Miró (El campesino catalán de la guitarra, 1924). Miró cuenta con otros dos ejemplos: Pintura sobre fondo blanco (1927) y El pájaro relámpago cegado por el fuego de la Luna (1955).
Max Ernst destaca con cuatro obras: Sin título. Dadá (h. 1922), Flor-Concha (1927), la decalcomanía Árbol solitario y árboles conyugales (1940) y el lienzo 33 muchachas buscando una mariposa blanca (1958). Yves Tanguy se halla presente con tres: Muerto acechando a su familia (1927), Todavía y siempre (1942) y Números imaginarios (1954).

### EE. UU.: del cubismo al hiperrealismo

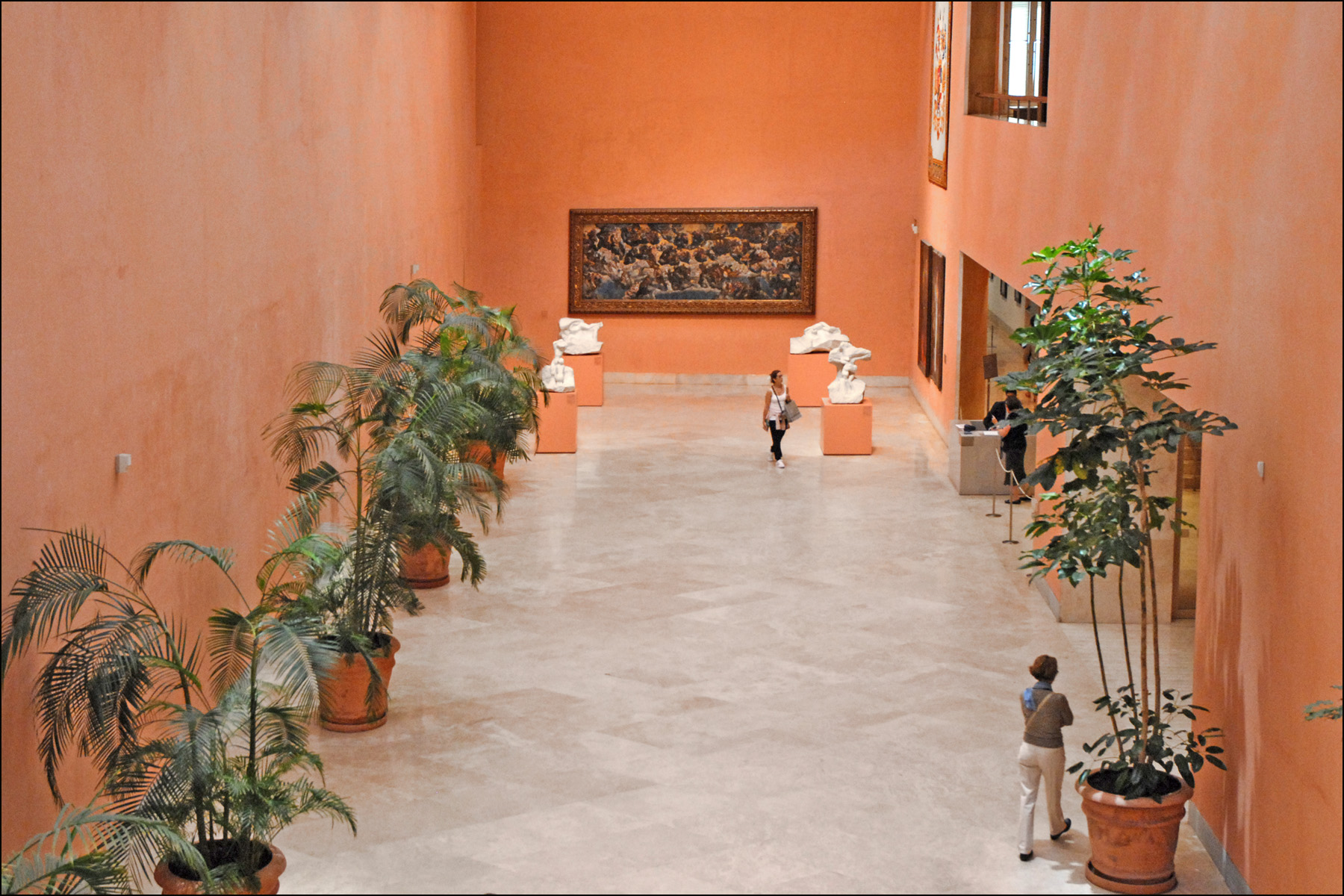
El atrio del museo, en una fotografía de 2010; al fondo, el cuadro El Paraíso de Tintoretto y las cuatro esculturas de Rodin prestadas por Carmen Cervera, que en 2022 se han reubicado en otras salas.

Para la pintura estadounidense el Museo Thyssen constituye una especie de embajada en Europa, ya que esta pinacoteca es posiblemente la única del continente que dispone de un repertorio medianamente completo de la evolución artística de los Estados Unidos, desde los tiempos de la independencia en el siglo XVIII hasta el Expresionismo abstracto, el Pop art y el primer Hiperrealismo de la década de 1960.
En lo tocante al siglo XX, el repertorio americano arranca en las décadas de 1910-20 con Stuart Davis, Charles Demuth, Arthur Dove, Marsden Hartley, John Marin, Charles Sheeler, Max Weber y una de las mayores pintoras del país, Georgia O'Keeffe; el museo posee cuatro obras de ella, tan dispares como la oscura Abstracción (1920) y el luminoso Lirio blanco nº 7 (1957). La vertiente figurativa de mediados de siglo es acaso más popular, gracias a autores como Milton Avery, Ben Shahn, Andrew Wyeth y sobre todo Edward Hopper. El museo cuenta con ejemplos de todos ellos, y de Hopper posee el famoso lienzo Habitación de hotel (1931). Junto con otro pequeño lienzo y una acuarela, conforma un muestrario de este artista posiblemente único en Europa.
El panorama de las últimas décadas va desde la pintura abstracta, tanto de tipo geométrico como de action painting (Jackson Pollock), hasta el pop y el primer hiperrealismo de Richard Estes. Entre los autores pop destacan Richard Lindner (Luna sobre Alabama), Tom Wesselmann (Gran desnudo nº 1), Roy Lichtenstein (Mujer bañándose), Robert Rauschenberg (Express) y James Rosenquist (Vidrio ahumado, 1962). Otros artistas son (en orden alfabético): Josef Albers, Romare Bearden, Joseph Cornell, Arshile Gorky, Hans Hofmann, Willem de Kooning, Morris Louis, Mark Rothko, Frank Stella, Clyfford Still, Mark Tobey...

### Europa desde la Segunda Guerra Mundial
Dos retratos del barón Thyssen pintados por Lucian Freud en 1981-82 y en 1985 son las obras más recientes que cuelgan en el museo; la segunda (un impactante retrato de cuerpo entero) se sumó a la colección permanente en 2023 gracias a una excepcional donación de Francesca Thyssen-Bornemisza . Son dos de las cinco pinturas que se exhiben de este cotizadísimo autor, uno de los principales atractivos de un repertorio europeo de posguerra mayormente figurativo.
Entre los autores reunidos, se puede citar a: Michael Andrews, Karel Appel (Caballos salvajes, 1954), Frank Auerbach, Francis Bacon (Retrato de George Dyer en un espejo, 1968), Balthus (La partida de naipes, 1948-50), Willi Baumeister, Lucio Fontana, Alberto Giacometti, Domenico Gnoli, Renato Guttuso, David Hockney (En memoria de Cecchino Bracci, 1962), Ronald Kitaj (El griego de Esmirna (Nicos), 1976-77), Roberto Matta (seis obras), Henry Moore y Nicolas de Staël.

## La Fundación Colección Thyssen-Bornemisza F.S.P
El Museo Nacional Thyssen-Bornemisza está gestionado por una fundación pública sin ánimo de lucro.
La Fundación está regida por un Patronato, máximo órgano de gobierno, conformado por doce patronos: cuatro en razón de su cargo (Patronos ex officio: el ministro de Cultura y Deporte ostenta la presidencia y otros tres altos cargos de los Ministerios de Cultura y Hacienda), cuatro nombrados por el Consejo de Ministros mediante Real Decreto (Patronos del Gobierno) y cuatro nombrados por la familia Thyssen-Bornemisza, de entre los cuales la Baronesa Carmen Thyssen-Bornemisza ostenta la Vicepresidencia con carácter vitalicio.

## Directores
El equipo directivo del museo está conformado por un director gerente y un director artístico.
Directivos del Museo desde su inauguración:
Conservador Jefe:
- 1991 - 2005: Tomás Llorens
Director Artístico:
- 2005 -: Guillermo Solana
Director Gerente:
- 1990 - 1996: Julián León Prieto
- 1997 - 2008: Carlos Fernández de Henestrosa
- 2008 - 2012: Miguel Ángel Recio Crespo
- 2012 -: Evelio Acevedo
Director Honorario:
Tomàs Llorens